# DEATH STRANDING
『DEATH STRANDING』（デス・ストランディング）は、コジマプロダクションにより制作されたインディーズビデオゲーム。ソニー・インタラクティブエンタテインメント（SIE）によりPlayStation 4用ソフトとして2019年11月8日に発売。略称は「デススト」「DS」。『DEATH STRANDING Director's Cut』（デス・ストランディング ディレクターズカット）についても記する。

## 概要
『メタルギアソリッドV』を最後にコナミを退社した小島秀夫が、新スタジオ「コジマプロダクション」を立ち上げて初めて開発した完全新規のタイトル。小島が企画・脚本・監督・ゲームデザインを手掛ける。
アートディレクターは新川洋司、タイトルデザインはカイル・クーパー。主人公はノーマン・リーダスが起用される。また、後述の第2弾ティーザートレーラーにおいてマッツ・ミケルセンの出演が公表された。
2016年6月にロサンゼルスで行われた「E3 2016」にて第1弾ティーザートレーラーが初公開された。トレーラーでは、ウィリアム・ブレイクの詩「無垢の予兆」が引用されている。また、同年12月に第2弾ティーザートレーラーが公開となり、「The Game Awards 2016」にてINDUSTRY ICON賞を受賞した。2018年6月には「E3 2018」で第3弾ティーザートレーラーが公開。2019年5月には第4弾ティーザートレーラーが公開となり、発売日が発表された。
2019年10月28日にPC版（Steam配信）の発売が発表された。パブリッシャーは505 Gamesが担当する。
2021年6月11日に「E3 2021」にて、ディレクターズカット版となる『DEATH STRANDING Director's Cut』の発表と同時にPlayStation 5版の映像が公開された。
2022年3月30日にPC版（Steam配信）『DEATH STRANDING Director's Cut』の発売が開始された。
2022年8月23日にPC版『DEATH STRANDING』のPC Game Passサブスクリプション配信、およびMicrosoft Storeで配信開始。
2022年12月9日にアメリカのロサンゼルスで開催された「The Game Awards 2022」において、続編『DS2』が発表された。この発表で公開された映像はティザートレーラであり、レア・セドゥやノーマン・リーダスが出演している。
2023年6月6日に配信されたAppleの開発者向けイベント「Worldwide Developers Conference 2023」の基調講演に小島が登壇、『DEATH STRANDING Director's Cut』のMac版を2023年内にリリースすると発表し、結果的に翌年の2024年1月30日に発売された。
同年12月、映画配給会社A24と提携して本作の映画化が発表された。共同して制作されるとしている。
2024年2月1日に配信された『State of Play』において、続編の『DEATH STRANDING 2: ON THE BEACH』（デス・ストランディング2 オン・ザ・ビーチ）が2025年に発売予定であることが発表された。
2024年11月7日、『DEATH STRANDING Director's Cut』のXbox Series X/S/PC（Microsoft Store）版を発表し、同日より配信開始した。また、同時にDEATH STRANDINGのIP（知的財産）がコジマプロダクションとなったことも発表。
2025年3月31日、全世界累計プレイヤー数2000万人を記録。

## 舞台・ゲーム概要
本作のテーマ・象徴
監督の小島秀夫は「DEATH STRANDINGでは、手形（掌）が重要なアイコンとなります。掌を開くと、他人と繋ぐ事が出来ます。掌を閉じると、それは拳に変わり、他人を排除する事が出来ます。繋ぐ事と争う事は、表裏一体。人の掌も、‘棒“と”縄“に例える事が出来るのです。」と作品のテーマについて述べている。
本編開始前に安部公房の短編小説「なわ」からの一文が引用される。本作タイトルでもあるStrandingまたStrandには、汀線すなわち岸辺（ビーチ）、そこへの座礁。縄紐、転じて臍の緒や、絆といった様々なものに通じ、本作全体を象徴するキーワードとなっている。
突如発生した原因不明の大災厄によりアメリカ合衆国は崩壊、地上の社会基盤はほぼ消滅し、無人の荒野となった北米大陸が舞台となる。3人称視点で進行しソーシャル・ストランド・システム上のブリッジ・リンクを介し他の”誰か”とオープンワールドのフィールド上で共有、協力しながら依頼達成のための道程を模索しつつ配達物を目的地まで届け、さらにクリアに必要な依頼を達成する事で入手できるツールとアイテムや資材を活用し、その場の状況に応じた安全かつ迅速でより効率的な移動の配達ルート開拓と復旧が”伝説の配達人”の二つ名を持つ主人公（＝プレーヤー）に課せられる。
ソーシャル・ストランド・システム
小島が述べるところの、新規のアクションゲームジャンル。従来のステルスゲームやFPSシューターとは異なる、繋がり（ストランド）の概念を取り入れた”ストランド・ゲーム”。本作のやりこみ要素の一つでもあり他の現行プレーヤーや新参プレーヤーと繋がり協力・共有することで優位にゲームを進行できる。
ゲームオーバー
かつての小島作品で幾度も目にすることになる表示であったが作中で発生する GAME OVER は一回のみ。”帰還者”である主人公は死亡判定と同時に異空間へと飛ばされ蘇生して現世に戻る事になる。よって本作上においてはゲームオーバーが無いという設定でプレーヤーは間断無くゲームプレーとストーリーを進行することになる。
ただし、重要な任務・配送に失敗した場合は直近のリトライポイントを含むいずれかのセーブデータに戻ることとなるため、広義的なゲームオーバーは発生しうる。

## ストーリー
輸送や物流、双方向情報通信技術が過渡期にあり、WWWが世界を覆いネットワークで繋がってもなお”綻び”が生じ、他者を容易く公然と誹る行為や諍いと争いが蔓延、寛容さと思慮分別を失った人々の繋がりは希薄となり孤立を高めた状況下で、自国民の安全を守るため人を隔てる壁を国境に建てる公約を掲げたアメリカ合衆国大統領の就任後に、世界的な怪異が発生した。
空には青色が欠けた逆アーチの虹が架り、地表では滲み出たタールが方々で湖を形成して人工物を飲み込む。特殊な雲は従来の通信技術や飛行物全てを無用の物へと変え、急激に経年を促進させる時雨（ときう）を地上に振りまく。時雨の降る地域にはあの世から座礁物＝BTと呼ばれる存在が現れ、人間をあの世へ取り込もうとする。BTに取り込まれた人体は対消滅による大爆発を熾し、巨大クレーターが地表を穿った。人々はこの怪異を”デス・ストランディング”と呼んだ。
生存者は地下シェルターに避難し国と人は分断され、物流もままならなくなり、かつての合衆国は崩壊した。そんな怪異の最中、かねてから配送業に携わっていた有志らの手により最低限のライフラインは確保されていた。命運潰える事態こそ回避できたが自治独立を唱える武装過激派や、遺体による対消滅と流通網を利用し小型核爆弾を用いたテロ行為が頻発、再び人々は孤立と分断の危機に晒される事になった。
サム・ストランドは、10年前に発生した爆発事件において、”帰還者”の特性のおかげで唯一一人生存することができた。しかし、同事件で妊娠28週目の妻ルーシーと出産間近だった娘ルイーズを同時に失った上に、テロ関与の疑いをかけられる。育て親である大統領と関係を断ち、所属組織のブリッジズ社からも離脱、フリーランスの配達人として運送をこなすようになった孤高の”サム”は、いつしか人々の間で「伝説の配達人」と呼ばれるようになった。
10年後、サムは”ブリッジズ”の依頼を受け、養母のブリジット・ストランドUCA大統領に再会する。彼女は末期癌により病床に臥せっており、今際の際、サムに”世界を繋ぐ”事を懇願、直後に還らぬ人となる。その3年前、サムの義姉サマンサ・アメリカ・ストランドことアメリ率いる第1次遠征隊は、アメリカ大陸全土をカイラル通信で繋げ合衆国を再興するべく西へと出発したが、遠征隊は武装集団の襲撃を受け壊滅していた。サムは、宇宙飛行士の人形を下げる対BT装備”BB-28”を成り行きで譲り受け、ブリジット亡き後の合衆国大統領後継者であり合衆国西海岸で囚われの身となったアメリを救出し、全ての”結び目”を繋ぐため、単独での第2次遠征隊”サム・ポーター・ブリッジズ”として、ダイハードマンUCA長官と東から西へ横断する正式依頼の契約を結んだ。
配送を阻害し危害を加える様々な存在を振り切り乗り越え排除し、BB-28を「ルー」と名付けたサムは、悪路と自然の脅威の中を踏破。UCA加盟拠点を広げる単独行の途上、サムは来たる6度目の完全なる消滅”ラスト・ストランディング”が迫っている事を知るも、全てを復旧しようと絶滅を回避するには既に手遅れだと知る。西の果てで途方に暮れていたアメリとの再会を果たしたサムは、カイラル通信網の全接続に成功、絶滅が迫る世界軸との繋がりを断つ事を選択する。
かくして人類絶滅は束の間回避され、アメリカ合衆国再興の目処が立った。新大統領就任演説の場でダイハードマンは幾多の苦難を乗り越え偉業を成した全ての”誰か”の功績を讃え、サムが最後の配達を終えた地上では7色のプリズムのアーチが架り、時雨はただの水滴となって降り注いでいた。
雲間から指す日の光の中、明日と未来を担った”サム・ブリッジズ”は唯一残った”絆”をその掌に彼方を見据える。
"Prologue: Porter"

"Episode 1: Bridget"

"Episode 2: Amelie"

"Episode 3: Fragile"

"Episode 4: Unger"

"Episode 5: Mama"

"Episode 6: Deadman"

"Episode 7: Clifford"

"Episode 8: Heartman"

"Episode 9: Higgs"

"Episode 10: Die-Hardman"

"Episode 11: Clifford Unger"

"Episode 12: Bridges"

"Episode 13: Sam Strand"

"Episode 14: Lou"

"Episode 15: Tomorrow is in your hands"

## 設定・用語
マイ・フェア・レディ

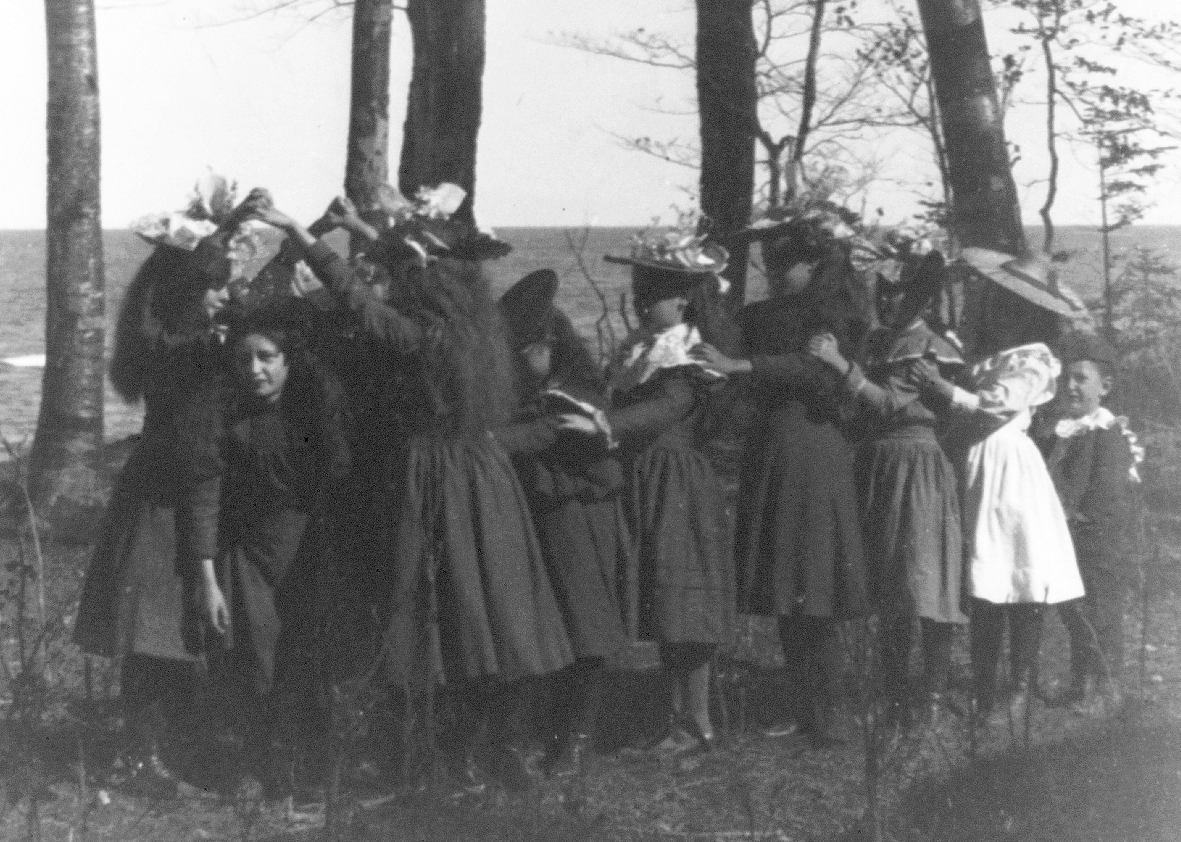
遊戯に興ずる女児達
1898年

- London Bridge is から始まる童謡「ロンドン橋落ちた」の歌詞にある My fair lady とはロンドン橋架橋建設の際に埋められた人柱を指す、という都市伝説。

肉体（ハー）と魂（カー）
- 本作の設定では、人間は肉体と魂で構成されており、肉体が死を迎えると魂はビーチを通って「あの世」へ向かうとされている。

デス・ストランディング
- 本編の数十年前、アメリカ合衆国健在時にネットワークが世界を覆っても争いが絶えなかった時期に発生した原因不明の怪現象。DSと略される。
- 作中でハートマンらが語るところによれば、デス・ストランディングとはBT（死者）がビーチを通ってあの世（海）からこの世（陸）へやって来る（座礁してくる）現象を指している。またハートマンやブリッジズ所属の学者たちによる研究の結果、デス・ストランディングが発生したのは今回が初めてではなく、太古の地球でも発生していたことが判明する。加えて、過去に発生したデス・ストランディングはビッグ5と呼ばれる大量絶滅と同時期に発生していた可能性も浮上し、このことから、ハートマンは「過去の大量絶滅はデス・ストランディングによって発生したのではないか」という考えを打ち出している。
- DSが発生したことで、北米大陸の各所にBTの発生する危険地域・座礁地帯が出現し、アメリカ合衆国は分断されてしまう。さらに大陸各地で時雨や対消滅が発生したことで国土が荒廃し、合衆国は崩壊してしまう。
- 現実世界では、鯨やイルカが大量に海岸に打ち上げられる現象を「マス・ストランディング」、生きた状態は「ライブ・ストランディング」、死んだ状態では「デス・ストランディング」という。座礁鯨のことはBeached Whaleと呼ぶ。
- ちなみに「マス・ストランディング」という言葉を小島が知ったのは、2010年に東京の国立科学博物館で開催された「大哺乳類展 海のなかまたち」を見た時である。

ラスト・ストランディング
- 来るべき6度目の大量絶滅を指す言葉。ビッグ5と呼ばれたこれまでの大量絶滅と異なり、物質と反物質が共に消え去る完全な消滅が発生する。

ブリッジズ
- DSによって崩壊したアメリカを再建するべく結成された組織。「再び都市連合を作らなければ、人類は滅びてしまう」というブリジットの思想の下、各ノットシティを繋いでアメリカ都市連合を築くべく活動している。ブリジット亡き後は、ダイハードマンが組織の長に就く。

アメリカ都市連合（UCA、United Cities of America）
- ブリッジズが北米大陸に再建しようとしている国家の名前。
- DSによって崩壊したアメリカ合衆国の後継となる国家であり、初代UCA大統領にブリジット・ストランドが就任。

分離破壊主義者（ディメンス）
- 合衆国再興の動きを侵略と非難、敵対するテロリストの総称、大陸の各地で「対消滅テロ」を行っている。

フラジャイル・エクスプレス
- フラジャイルがリーダーを務める中部エリアに基盤を持つ民間の配送会社、創業者はフラジャイルの亡父。自社配送網が爆破テロに利用され信頼が失墜する。

BB（ブリッジ・ベイビー）
- 脳死母（スティルマザー）から生まれた赤子。BBは脳死母の子宮内から28週以内に引き離され、特製ポッド内に入れられる。BB化された胎児はポッドを出ると高確率で死んでしまう。
- DS直後の混乱により国体が保てなくなる中、政府主導により研究・開発されたツール（道具）として扱われている。
- 対BTセンサーとして活用することを主目的に研究が始められ、副次目的としてカイラル通信などに利用するための研究も行われていたが、この研究の帝王切開による施術中に対消滅が発生、現職合衆国大統領を巻き込みマンハッタン島を飲み込み爆発するという大惨事が起きたことに加え、人体実験を伴う倫理的な問題により世論の非難を浴びる事になる。この事故後ほどなくして合衆国は崩壊、ブリジット・ストランド前合衆国副大統領により全ての研究が凍結されたことになっていた。
- 後にデッドマンの調査により、上記の情報はカバーストーリーであることが判明。BBはビーチに繋がるための装置として研究され続けていたことが明らかになる。

BB-Enclosed Type
- BBポッドに臍帯付きの胎児を封入した装備個体、劇中内では幾つか装備品として使用・補修されており、座礁地帯を抜けて危険な配達を行う者らの必須装備品となっている。

BB-28
- 上記同タイプの合衆国再興に向けた強力な切り札、及び人柱となるべく開発された特別なBB。

BB-Doll Type
- BBポッドに入れられた本体が、生きた胎児ではなく玩具の人形となっているBB。本体を通して”絶滅体”の強大な力を得る事が可能。

脳死母（スティルマザー）
- 脳死状態にある母体。何らかの機構の総称か字義通りの存在かは不明。BBは脳死母を経由して「あの世」と繋がっているため、「あの世」の存在であるBTを知覚することが可能となっている。
- BB-28の脳死母はキャピタル・ノットシティに安置されていることがデッドマンの口から語られている。

キューピッド（Qpid）
- カイラル通信を繋ぐために必要となる情報が保存されている媒体。普段はサムの首に首飾りのようにして身につけられている。
- 構成物にカイラリウムを含む為、重力の影響を受けずに浮遊する。Qpidのハードウェア部分はママーによって、ソフトウェア部分はロックネによって開発された。

時雨（タイムフォール／ときう）
- DSが発生して以後、世界の各地で降るようになった特殊な雨。空から落下して最初に当たった物体（当たった部分）の時間を進め、当たった後は普通の雨水となる。最初に当たったのが物であれば劣化し、生物であれば成長／老化を早める。山岳地帯では雪として降り注ぎ、この場合は「時雪」と呼ばれる（性質は時雨と同じ）。
- 時雨の影響を受けない性質を持つカイラル結晶でコーティングすることで、建造物などを時雨の影響から防護することができる。しかしながらカイラル結晶を大量に用いるとカイラル汚染による悪影響が発生する為、現状ではカイラル結晶を混ぜたコーティング剤を塗布することで時雨による劣化を低減させる程度という状態にある。
- ヒッグスはこの時雨を人為的に降らせる能力を持つ。また、フラジャイルは過去に首から下の素肌を時雨に晒した影響で、頭部以外の全身が極度に老化している。

BT
- Beached Thing（s）（＝座礁物、座礁体）の略称。時雨が降る座礁地帯となったエリアに出没。

座礁地帯
- BTが出没する地帯の総称。座礁地帯では黒い時雨が降り、草が短時間で急激な発芽と枯死を繰り返す。DSによって北米大陸各地に座礁地帯が出現したことで、各都市の間の往来は多大なリスクが伴うため容易に行われなくなり、各都市は孤立状態に陥る。

ネクローシス
- 人間の遺体が消滅し、その者の魂がBTになること。DS発生後の世界では、人間の遺体は死亡してから概ね48時間以内に焼却処分しなければネクローシスし、BTと化してしまう。人が密集している都市などでネクローシスが起これば容易に対消滅が起こり得るため、非常に危険である。

遺体焼却所
- 東部と中部に各一ヶ所。遺体の焼却時に発生するカイラリウムによるカイラル汚染を防ぐために、都市から離れた場所に建造されている。

対消滅（ヴォイドアウト）
- 人体とBTが接触することで起こる現象。素粒子物理学の対消滅（英：Annihilation）に酷似した現象であるが、厳密には別の現象として区別されている。
- 対消滅が発生すると、人間がBTに捕食された地点を中心に極めて大規模な爆発が発生し、周辺地域を巨大なクレーターに変えてしまう。
- BTが人間に接触するだけでは発生せず、BTに捕食されることで初めて対消滅が発生する。これは、BTの体内にのみ反物質が存在する為であると考えられている。
- また、帰還者（サム）が捕食されることで発生する対消滅は、通常の人間が捕食された場合の対消滅よりも比較的小規模なものになる。これについてハートマンは「対消滅のエネルギーの一部はビーチに持ち去られるが、帰還者が捕食されるケースだとより多くのエネルギーが持ち去られるからではないか」と推察している。

カイラリウム/カイラル物質
- BTから排出される物質でタール状の液体。単に「タール」と呼ばれることもある。サムなどの特異体質者を除き、触れると肉体汚染や精神汚染を発症する。

カイラル結晶
- 時雨が降った場所辺りに地面から生えている黄金の結晶。BTと同じように反重力物質でできており、生成された際に手のような形を取る。液状のカイラルは有害だが、結晶化したカイラルは無害で採取可能で、また様々な性質を持つ事が発見されており、カイラル通信やカイラルプリンターなどの素材に活用されている。ヒッグスの付けている仮面もカイラル結晶で生成されている。
- 時雨の影響を受けないという性質も持つため、カイラル結晶でコーティングすることで建造物などを時雨の影響から守ることができる。

カイラル通信
- ビーチを経由して行う通信。超大容量の情報のゼロ時間での送受信、計算をビーチで行うことによる超高速演算、莫大な電力の安定供給など様々なメリットを持つ。
- 通信にビーチを利用する性質上、カイラル通信を繋いだエリアはカイラル濃度が上昇し、ビーチと接近することになる。
- ブリッジズ第一次遠征隊が大陸各地にカイラル通信を繋げる為の通信設備を残しており、サムはこれらの通信設備にQpidをセットしていくことで、大陸全体にカイラル通信を繋げていくことになる。これは同時に、大陸全土をビーチに接近させることにも繋がる。
- ゲームシステム上では、カイラル通信を繋げたエリアではネット上の他のプレイヤーと間接的に協力しあえるようになり、通信が繋がっていない時よりもゲームを有利に進められるようになる。
- ハートマンによれば、カイラル通信の原理やメカニズムについては不明な点が数多くあり、「よく分からないまま使っている」というのが現状とのこと。ハートマンはこの状態を「初めて火を手にした人類」と形容している。　

カイラルプリンター
- いわゆる3Dプリンターの一種で、製造するのに必要な材料をプリンターに入れて作動させる事により、カイラル通信から得た原子情報を元に、カイラル結晶で作った水晶体を通して空間上にプリントして製造する装置。ブリッジスはこの装置を用いて物資の流通が困難な現状が改善できると期待している。ゲームシステム上ではプリントする事により大陸にアスファルト道路や橋を作る事ができる他、バイクや車も製造する事ができる。
- どんなものでも製造可能という訳ではなく、食料や飲料水等の生活必需品や、カイラルプリンターで再現できない特殊加工が施された物品は製造できない。

手錠端末
- UCAが採用した手錠型通信端末。装着者の位置情報やバイタルメーターなどを見る事ができ、ストーリーを進めると拡張機能が追加される。

コードカッター
- 物語途中でサムの手錠端末に追加されるゲイザーBTを排除できる機能、開発者はママー。

オドラデク

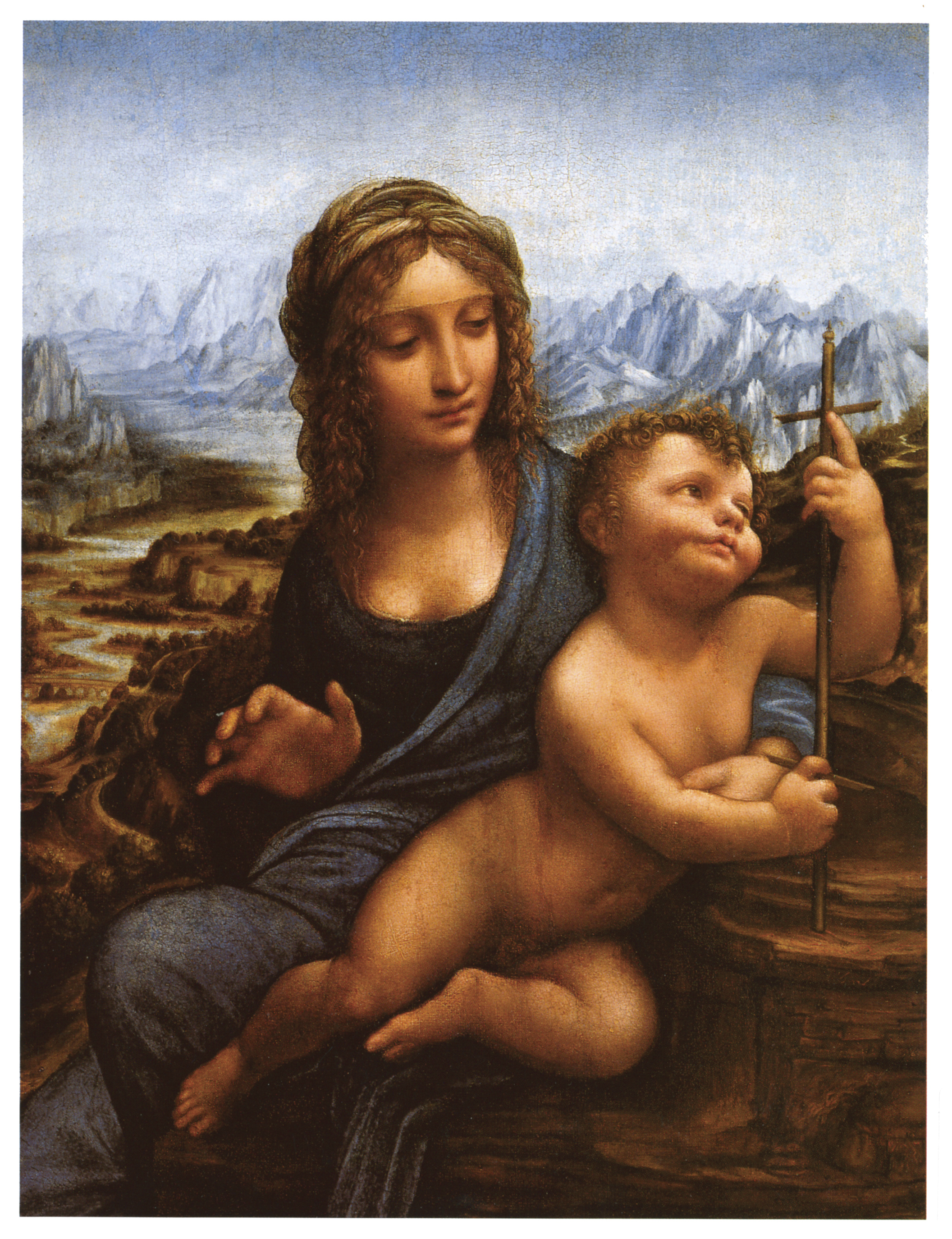
聖母の糸車

- 配達人の左肩に装着される風車のような形状をしたセンサー。周囲の地形を測量する他、荷物のタグを読み取って中身と持ち主を参照する事も出来る。ストーリーを進めることで、幾つかの機能が追加される。
- BBと繋がることで、最寄りのBTの位置を知らせるセンサーとして機能するようになる。BB自身の意志で動かす事も可能で、オドラデグを人間の手に見立てて手を振ったりサムズアップをしたりする他、オドラデグを盾にしてサムを銃撃から守ろうとすることもある。
- 名前の由来はフランツ・カフカの短編小説「家父の気がかり」に登場する生物「オドラデク」から。

ビーチ
- この世とあの世をつなぐ境界線。陸側が「この世」を、海側が「あの世」を象徴している。カイラル通信やフラジャイルジャンプなどはこのビーチを介して行われる。ちなみに英語で波打ち際（汀線）をストランドラインという。
- 人間一人ひとりが個別のビーチを持つが、ハートマンのように他人とビーチを共有できる特殊な例もある。
- また、戦争や対消滅などで大勢の人間が死亡した場合、死亡した人々の無念や恨み、この世に繋がりたいという強い思いが、本来個々人で異なるはずのビーチ同士をもつれさせて「ストランド・フィールド」と呼ばれる特殊なビーチを作り出すと考えられている。このビーチは大勢の死者で共有されている特異なビーチであり、サムが迷い込んだ世界大戦のビーチや、ハートマンが妻子と引き離されたビーチがそれに該当する。
- ハートマン曰く、「ビーチの発見により人類は死を認識できるようになったが、同時にBTがビーチを経由して『あの世』から『この世』へやって来るようにもなった」とのこと。

能力者 / ドゥームズ（DOOMS）
- ビーチの発見とともに確認されるようになった、特殊な能力を持つ者たちの総称。能力の強弱やできることは人によって違うが、ビーチを介してテレポートやテレパシーといった超能力を行使する事ができ、BTを感知することもできる。共通する特徴として「絶滅夢」と呼ばれる悪夢を見る事が挙げられる。
- BBとの相性が良いDOOMSは珍しいとのこと

帰還者
- 死亡時に「結び目」と呼ばれる特殊な空間へ移動し、そこから再び現世へ帰還できるという特異な能力を持つ人間を表す言葉。作中で確認できる帰還者はサムのみ。
- 帰還者の血液や代謝物にはBTをあの世へ押し戻す性質があり、その性質を利用して血液グレネードなどの対BT兵器が開発されている。

接触恐怖症
- サムが患っている恐怖症の一種。他者の身体に触れる、あるいは他者が自身の身体に触れる事を極度に避けるようになり、触れられた場合にはその箇所に痣が残る。

ポーター
- フリーランスの配達人の総称。青年期のサムもブリッジズに籍を置き、ポーターとして活動していた。
- 人々のために荷物を配送する善良な人々であり、サムに対して危害を加えるようなことも無い。サムやサムの設置したアイテムに対して「いいね！」をくれることがあり、逆にサムから彼らに「いいね！」をあげることもできる。

ノットシティ
- DS以後の北米大陸に点在している街を指す言葉。8箇所のノットシティが存在していたが、ミドル・ノットシティは本編の1年前にヒッグス率いるテロリスト集団の核兵器テロで壊滅しており、セントラル・ノットシティは物語序盤の対消滅で壊滅した為、現存するノットシティは6箇所となっている。また、サウス・ノットシティもテロにより半壊状態にある。
- 各ノットシティ間は座礁地帯や暴徒らにより分断され孤立、これらノットシティ間をカイラル通信で繋ぐことが、物語におけるサムの目標の1つとなっている。
- 「ノット（KNOT）」とは「結び目」の意味であり、文字通りカイラル通信の結び目の役割を果たす事になる。

プレッパーズ
- プレッパー（ズ）とは、終末に対して「準備する人々」のことを示しており、崩壊前のアメリカ合衆国においては独自にシェルターを建設したり、食糧などを備蓄したりして自然災害や食糧不足、伝染病などの危機に備える人々のことである。特にアメリカのプレッパーは政治的に右寄りだと自認する者が多く、｢保守的｣｢共和党右派｣｢自由至上主義｣｢保守主義者｣などを自称している。
- 本作におけるプレッパーズはDSの危機に備え、街（ノットシティ）ではなくシェルターに住んでいる人々のことである。政府や組織といった社会機構に依存せず、山奥や谷底など人里離れた場所に個人もしくは家族単位で住んでおり、彼らの下に荷物を運び、カイラル通信をつなぐ事もサムの目的の一つ。

クリプトビオシス
- 「隠れた生命活動」の意、DS発生後に発見された新種生物。作中のクリプトビオシスは体長約5cmのクマムシの一種であり、フィールド上の特定のポイントに浮遊している。

いいね!（Like）

DS以前に存在していたSNS上の「いいね!」（Like）ボタン

- DS発生以前のネットワーク文化の名残。NPCや他プレイヤーに恩恵を施すことで得られるポイント、劇中内では親指を立てた拳のピクトグラムで表示され、劇中世界における人々の感謝や好意を象徴している。ブリッジリンクで繋がった他プレーヤー間で「いいね」を送り合える他、やりこみ要素の一つとして各加盟拠点の親密度を上げる事で本作をより楽しめるようになっている。

プライベートルーム
- ブリッジズ各配送センター、及び建設したセーフハウスに設置されているシャワー、トイレ完備のプライベートルーム。、BB用のインキュベーターやモンスターエナジーなどを常備。

国道復旧装置
- アメリカ中部に点在する装置。ネットワーク上のプレイヤーが必要量の資材を投入する事で、当該区画の国道が復旧し、安全に長距離を移動する事が出来るようになる。本作のやりこみ要素の一つに相当すると同時に、カイラル通信における最大のメリットでもある。

### P.T.との関係性
クリフの妻であるリサの名前はP.T.に登場する幽霊と同じ名前である。また小島はP.T.で温めていたいくつかのアイデアを本作に取り込んでいる。

## フィールド
本作のフィールドは東部・中部・西部の3つに分けられている。また、エピソードによってはビーチが舞台となることもある。

### 東部
スタートステージ。ブリッジズ主要スタッフの指示により、ゲームの基本となる操作やUIなどを使用して習得するエリア。
セントラル・ノットシティ(K1)
- 物語冒頭で荷物の納品に向かうことになる高層建築物が並ぶ街。本編開始前に対消滅によってブリッジズ本部を巻き込み壊滅した事により、同組織は事実上の"GAME OVER”となる。

キャピタル・ノットシティ(K2)
- 東部エリアの最東端に位置する街。配送担当者 ニック・イーストン。
- セントラル・ノットシティの消滅に伴い、ブリッジズの本部が移されてくることになる。ブリジット大統領の病室もここに存在する。

ポート・ノットシティ(K3)
- 東部エリアの最西端に位置する港湾施設。配送担当者 ヴィクトール・フランク。

### 中部
本作のメインフィールド。
レイク・ノットシティ(K4)
- 東部に位置する街。配送担当者 ウィリアム・レイク。ポート・ノットシティからの船はこの街の港に寄港する。

ミドル・ノットシティ(K5)
- 北部に位置する街、本編の1年前にヒッグスの核兵器テロによって壊滅。

サウス・ノットシティ(K6)
- 南部に位置する街。テロリストの攻撃によって半壊状態となった街。

マウンテン・ノットシティ(K7)
- 山岳地帯に位置する街。配送担当者 アーロン・ヒル。ママーの双子の妹であるロックネが代表を務める。

UCA-41-011 カイラル通信中継拠点
- 西に位置し、過去に廃棄された無人の拠点。

※番外
UCA中部各地に点在する混浴天然温泉。計7ヶ所。内1ヶ所に小島による本作の世界の風景画を掲示。

### 西部
行動可能範囲は廃墟と化したエッジ・ノットシティとその付近のみ。
中部と西部の間にはタールベルトと呼ばれるタールの海が存在。
エッジ・ノットシティ(K8)
- 西部に存在する唯一の街。北米大陸の最西端に位置する爆破テロによって廃墟と化した街。

### ビーチ
ビーチでも戦闘に類するシーンが存在することがある。そこで死亡した場合、サムが見た夢幻だったという扱いにされる。
戦場状ビーチ
- かつて世界を巻き込んだ戦場状ビーチ。塹壕、市街地、密林の3種のビーチが存在。

アメリのビーチ
- 幼少期のサムがアメリに連れられて度々訪れていた。

サムのビーチ
- サム自身のビーチ。エピローグで訪れる。

絶滅体のビーチ
- アメリのビーチと共有、死んだクジラが波打ち際に座礁しているビーチ。

## アイテム

### 荷物
サムが配達先に配送する荷物。配送端末で受注したミッションに応じて配送する荷物が託される。フィールド上には配達人の落とした落とし物が点在しており、これを拾得して落とし物の持ち主の下に配送する事で距離に応じた評価を得る事も出来る。
落とし物は別の配送端末で「落とし物の届け出」を行うと他の配送人に委託され配達され、届け出た場所から持ち主の居場所までの距離に応じて少量の「いいね！」を貰う事が出来る。
荷物は中身とケースの両方に耐久値が設定されている。ケースは時雨によって劣化し、ケースの耐衝撃性能が低下するが、ケースリペアスプレーにより修復が可能であり、ミッションの評価にも影響しない。ケース内の物品は荷物に衝撃が加わると劣化する他、一部の荷物は特定の条件（水に沈める、縦に積む、荷物の温度が上昇する等）に抵触することでも劣化が進む。ケース内の物品は修復不可能であり、中身の劣化状態はミッションの評価にも影響する。
壊れ物注意・衝撃厳禁
- 衝撃に弱い荷物。ケースの耐久性に関わらず衝撃を与えると即座に中身が劣化してしまう。
- 一部配達物については、車両の荷台・フローターに積載した場合でも乗り物の衝突による振動だけで劣化する他、手に持って運ぶことを強制されるケースもあり、これらのような場合は転倒や落下など通常の荷物が損傷するようなダメージで即座に全損に至る可能性が大きい。

反物質爆弾
- その名の通り反物質で作られた爆弾で、作中ではカイラリウムタールの除去に使用されることとなる。
- 運搬用のケースが長距離の配送を想定した構造になっていないため、衝撃厳禁の荷物として扱われ、車両やフローターで運搬する際には特に慎重を要する。

水没注意
- 川に沈んで濡れてしまうと劣化してしまう荷物。

縦積注意
- 地面と平行になるように積まないと中身が劣化してしまう荷物。運ぶ際には荷物の積載方法を考える必要がある。
- 但し、サムが身を屈める等して一時的に荷物が縦になるケースは考慮されない。

クール便
- 低温で配達しなければならない荷物。降雪の無い寒冷地以外の場所で担いでいると徐々に劣化が進む為、外気に晒さない状態での配達が必要になる。

遺体
- 遺体袋に収められた人間の遺体。通常の荷物よりも左右に振られやすく、重心バランスを保つのに注意を要する。
- 遺体を背負っている場合、背中には遺体に加えてサイズM分の荷物しか背負えなくなる。また、遺体はプライベートボックスに入れられないため、遺体を背負ったままではプライベートルームに入ることもできない。
- 本編では生きている人間を運ぶケースもあるが、荷物としての特性は遺体と同じ。

核兵器
- ある任務において配送することになるが、説明文に記載されている通り、サムが規定エリアを離れたり配送先に持ち込むと起爆してしまう。途中の配送所のプライベートルームで休息するとイベントが発生し、一定時間内に適切な方法で処理することになる。

### 配送機材
サムの配達業務をサポートする為に使用されるアイテム群。フィールド上に設置するタイプのアイテムは、使用後もその場に残り、ネット上の他プレイヤーも使用可能になる。
フィールド上に設置されたアイテムは時雨の量によって徐々に劣化が進行し、建造物は消滅が近くなると機能を停止する。
梯子
- フィールド上に設置することで、高低差のある地形を安全に移動できる。ある程度の距離までなら川やクレバスの上に設置し、安全に対岸まで移動することもできる。
- 未使用の梯子は設置後に手元に戻すことができるが、一度でも使用する（梯子に足を掛ける）と手元には戻せなくなる。また車両と接触すると強制的に廃棄される。
- カイラル物質でコーティングされた、耐久時間の高い梯子を特定の拠点で入手することが出来るが、これは他の拠点で作成することができない機材の一つである。

ロープ用パイル
- 地面に突き刺して固定する、ロープを括り付けた杭。高所に設置することで、最大30mの崖などを安全に行き来することができるようになる。機材一つごとに3本配置できる。
- 特定の拠点で、カイラル物質でコーティングされた耐久時間の高いロープ用パイルを入手することが出来るが、これは他の拠点で作成することができない機材の一つである。

建設装置
- フィールド上に様々な設備を建設可能なアイテム。ストーリーが進む毎に建設可能な設備が増えていく。
- 設備にはその場で即時使用可能になる物と、土台を作りそこに資材を投入する事で完成する物の二つに大別される。
- いずれも資材を投入することで機能拡張や修復が可能。後者の建設段階も含め、建設配置や資材投入状況はオンラインである程度共有される。

ケースリペアスプレー
- ケースの耐久値を回復するスプレー。荷物のケース以外には効果がなく、また時雨の中で使用すると効果が低減する。

自動配送ロボ
- 自動配送をする二足歩行ロボット。ロボットに配送を任せている間もサムは自分の依頼をすることが可能。ロボットに任せた配送は評価は下がりやすく配送の中断は出来ない。

### 装備品
装備することでサムの身体を保護する、運動能力を向上させる、外観の変化等ができるアイテム群。
水筒
- モンスターエナジーが入っている水筒。中身は水と成分の入った粉末を混ぜることで精製されている。使用する事でサムのスタミナがある程度回復する。内容量は時雨の降っている場所や川に入っていると徐々に補充される。

ブーツ
- サムの足を保護するための装備。徒歩で移動することで劣化していき、最終的には破損する。
- ブーツが破損した状態で徒歩移動を続けるとサムのパフォーマンスに悪影響が生じる為、スペアブーツや靴底草を準備しておくのが望ましい。
- ブーツはブーツハンガーに掛けることで、荷物の積載容量を節約することができる。（最大2つまで、ブーツをブーツハンガーに掛けることが出来る。）
- ブーツには拠点で作成できるブリッジズ制式ブーツの他、ミュールやポーターが使用しているブーツも存在するが、これらはフィールド上で取得できる代わりに耐久力の点で劣る。
- 特定の条件を満たすとカイラル物質でコーティングしたブーツを入手することが出来る。

靴底草
- 靴底に似た形状を持つ植物。フィールド上で採取することができ、ブーツの代用品として装備することができる。
- ブーツと比べ安定性や耐久力で大きく劣るが、足音がブーツよりも抑えられるため、敵から身を隠しやすいメリットもある。

血液袋
- サムの血液・体力をストック出来る。武器に使用される血液は血液袋から優先して消費され、ダメージを受けた際は一定時間後に血液袋から血液が補給される。
- 拠点で作成できるものの他、特定の条件を満たすと大容量化した血液袋を入手することが出来る。

アクティブ・スケルトン
- サムの脚部に装着することでサムの運動能力を補強できる装備。装備中はダッシュ時にバッテリーを消費する。
- パワースケルトン、スピードスケルトン、パイルスケルトンの三種類があり、それぞれ「運搬可能な総重量の大幅増加」、「ダッシュ時の移動スピードとダッシュジャンプ飛距離の増加」、「悪路での移動スピード低下を抑制＋安定感向上」の効果がある。
- 運搬可能な総重量の増加については、スピードスケルトンやパイルスケルトンにも（パワースケルトン程ではないものの）同様の効果がある。
- 一方でパワースケルトンの場合、装着すると脚部に荷物を固定できなくなるデメリットが存在する。

プロテクター
- 防御用の装甲パーツ。スーツの肩や腰に固定することで、その部位への被弾ダメージを無効化する。レベル2以降は他部位へのダメージもバッテリーを消費して軽減する。ただし効果を発揮する度に劣化し、全損すると効果を失う。

酸素マスク
- フード連動型の酸素マスク。
- 装備中はバッテリーを消費してスタミナ減少を軽減し、有毒ガスの影響を無効化する。

パワーグラブ
- アイゼン状のパーツで手の動作を補助するグローブ。
- 装備時、バッテリーがあれば滑落時に止まりやすくなり、両手を使った登攀時に忍耐ゲージを消費しなくなる。梯子やロープの上下移動速度や荷物回収速度もアップ。
- さらに、パンチによる攻撃力や荷物の投擲距離も上昇する。

ヒートユニット
- 装着することで使用者の体全体を温めるユニット。
- スーツの肩や腰に固定下状態で雪上にいると、自動的にバッテリーを消費して寒冷下でのスタミナ低下を軽減、雪中休憩時の凍傷と凍死を防ぐ。

ラッコフード
- ラッコを模したフード。装備すると泳ぎの移動能力が大幅に向上する。
- ゲームシステムや評価上のデメリットは存在しないが、説明文では「場面によってはストーリーの雰囲気を壊す可能性がある」と但し書きされている。

### 武器
ミュールやBTへ対抗するために使用するアイテム群。
武器によって効果を発揮できる相手が異なる為、相手と場所によって適切な武器を使用する必要がある。
なお、一部の武器はミュールなどの人間を殺害してしまう殺傷武器であり、遺体は時間経過でBT化し対消滅を引き起こす為、その都度速やかに焼却所に運び焼却処分する必要が生じる。
ストランド
- サムが左腰に装着している撚り紐。装備した状態では敵NPCの背後から捕縛攻撃を行い、気絶させることができる。また前方のミュールの近接攻撃をさばくことも可能で、その場合も敵の背後を取って捕縛できる状態になる。
- サムの血液が染み込ませてあるため、BTにも有効。

ボーラガン(型番：BOLA)
- 縄を発射して標的を一時的に拘束する武器。縄が命中した標的は一定時間経過で拘束が解ける為に打撃攻撃で無力化させる必要があるが、頭部～頸部に命中させれば即座に気絶させられる。
- 拘束に使用する縄はストランドと同じくサムの血液が染み込ませてあるため、人間にもBTにも有効。また、所持中にプライベートルームやシェルターで休息することで残弾が補充される。

EXグレネード
- サムの老廃物を利用した対BT兵器。BTを大きくひるませることができる。ナンバー0、1、2の計3種類があり、番号が進む毎に効果も上がる。
- 補充はできないが、プライベートルームの機能で取得することができる。ナンバー0はサムがシャワー使用時に洗い落とされた老廃物、ナンバー1はサムの排尿、ナンバー2はサムが排便した有機物を再利用して作成される。

血液グレネード
- サムの血液を利用した対BT兵器。BTに投擲することでダメージを与えて撃退することができる。人間には効果が無い。
- サムの血液を採血して利用する為、使用する際にはサムの血液残量に注意する必要がある。血液袋を所持している場合は自動的に装備し、そちらを優先して消費する。

カスタム血液グレネード
- クラフトマンによってカスタマイズされた血液グレネードで、他の拠点で作成することができない機材の一つ。
- 血液グレネードに搭載されていた、サムの血液を採取しすぎないようにするためのリミッターを解除しているため、BTに対する威力と血液の消費量が上昇している。使用には血液の残量にもより一層注意する必要がある。

チャージ式血液グレネード
- 強化版の血液グレネード。構えている時間に比例して、BTに対する威力と爆発の範囲、血液の消費量が上昇する。使用には血液の残量にも一層注意する必要がある。

スティッキーガン(型番：MA-STG)
- ワイヤー粘着弾を射出し、直接拾えない場所にある荷物を手元に引き寄せる銃。NPCの所持する荷物を直接奪取することも可能。ただし、所持中にプライベートルームやシェルターで休息しても弾丸は補充されない。
- 敵ミュールも使用し、サムの荷物を狙って奪いにかかる。

スモークグレネード
- 視認妨害用発煙手榴弾。煙幕で敵の視界を一時的に遮り、また煙幕に巻き込まれた敵を咳き込ませて大きくひるませることもできる。

電磁スタンボム
爆発すると周囲に電撃を放ち、触れた人間を気絶させたり、車両を一時使用不能にする。起爆を任意のタイミングで行える強化版の「リモート電磁スタンボム」も存在する。
グレネード
- 手榴弾。投げつけると爆発し、周囲の敵人間にダメージを与える殺傷武器。

チャージ式対BTハンドガン(型番：MA-BIS)
- サムの血液を抽出・凝縮し『血液充填弾』を発射する対BT兵器。構え時間に比例してBTに高いダメージを与えられるが、それに比例して血液の消費量も上がっていくため、血液残量には注意する必要がある。

ハンドガン(型番：WM.45 CARBINE)
- 弾丸を発射して標的にダメージを与える銃器。
- 銃弾には実弾とゴム弾の2種があり、実弾のものは相手を殺害してしまう。消費した弾丸は所持中にプライベートルームやシェルターといった拠点で休息すると補充される。
- レベル2以降ではBTにダメージを与えられるサムの血液を塗布した特殊弾に切り替え選択することができる。通常の銃弾はBTには無効だが、血液が付着した箇所や、血液グレネードで生じた血煙越しに銃撃した場合、血液弾よりも高めのダメージをBTに与える。
- HGカスタムの銃に限り、カイラル結晶でコーティングされた黄金弾を撃つことができ、カイラル結晶を消費してBTに高いダメージを与えることができる。

アサルトライフル(型番：WM.556)
- 装弾数と連射速度に秀でた銃器。弾丸は拠点で休息すると補充される。
- 実弾版とゴム弾版があり、レベル２以降は血液弾との切り替え選択でBTにも対応できる。HGカスタム版はさらにカイラル結晶弾および、グレネードランチャーアタッチメントとの切り替えが可能。

ショットガン(型番：WM-MASHER12GA)
- 近距離で高い威力を発揮する銃器。弾丸は拠点で休息すると補充される。
- 実弾版とゴム弾版があり、レベル２以降は血液弾との切り替え選択でBTにも対応できる。HGカスタム版はさらにカイラル結晶弾および、グレネードランチャーアタッチメントとの切り替えが可能。

グレネードランチャー(型番：GL-Six+)
- リボルバー式のグレネードランチャー。弾丸は拠点で休息すると補充される。殺傷・対BT・睡眠ガス・スリップ剤からなる、4種類のグレネード弾の切り替えが可能。
- 起爆を任意のタイミングで行える強化版の「RDグレネードランチャー」も存在する。

4連装ミサイルランチャー(型番：SLW-X04)
- 無誘導式の4連装ミサイルランチャー。殺傷と対BTに特化した兵器で、弾頭は補充されない。

多弾頭ミサイルランチャー(型番：SLW-X05)
- 誘導式の多弾頭ミサイルランチャー。最大5対象まで同時ロックオンが可能。

排尿
- サムが放尿する。放尿した場所にはきのこが生え、建物や梯子と同じくオブジェクトとしてオンライン上で共有される。サムの体液は特殊なため、BTとの戦闘ではBTをひるませたり動きを封じる事が可能だが、武器使用が制限されるエリア（配送センターやシェルター等）であったり、放尿しようとしている場所の周囲にミュールやテロリスト、ポーター等のサム以外の人物（気絶状態時も含む）がいたり、ホログラムが表示されていると放尿することができない。

### 車両
- 積載量を大幅に増やし、安全かつ迅速に運べるツールや車両類。フローターに加え、BRIDGESが採用した特別配達班（SDT)専用車両 各STRAND WOLF社製タイヤ装着。RAVEN社製EVリバース・トライク、CICADA社製PHI MC 2000輸送EV四輪駆動トラック、の他、番組制作会社AMCステッカー付きリバース・トライクRIDEタイプを用意。

### メモリーチップ
- DS発生以前の遺物のデータが入った記録媒体。その他、小島本人が知見・着想を得た物やお気に入り、全56個。

### バックパックアクセサリ
- ゲームプレイを少しだけ変化させるアクセサリ、全8種。

### キーアイテム
写真
- ブリジットがプリントアウトして Be stranded with love ” 絆と共に”と書き添えた10年前のストランド家の写真。サムが常に所持している品の一つ。

キープ
- 「結び目」を意味する装飾品、少年期のサムがビーチで大切な人に贈った首飾り。

ドリームキャッチャー
- アメリがビーチで子供のサムに贈った「悪い夢を良い夢に変えてくれる、おまじない」の首飾り。サムにとって大事な品であり、常にバックパックに下げている。

ルーデンス
- ”伝説のクリエイター”が制作した宇宙飛行士キャラクター、DS後の世界でもキャラクターグッズとして流通。”伝説のクリエイターサイン入りルーデンスグッズ”はマニア垂涎の希少品。他、CICADA社製輸送車両のエンブレムに採用。

銃
- 装弾数6発の回転式拳銃。過去にまつわるキーアイテム。

スーパーマリオ

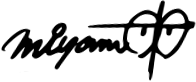
宮本茂のサイン

- 宮本茂によって開発・制作され全世界的ヒットとなった任天堂ビデオゲームソフト。攫われたピーチ姫救出のため配管工マリオが活躍するアクションゲーム。DS後の世界でも人気ゲームで、年少期のサムが大切にしていた同社のハードと同ソフトをビーチに持ち込んでアメリの傍らでプレーしていた模様。

## 登場人物

### 主要人物
サム・ポーター・ブリッジズ (Sam "Porter" Bridges) / サム・ストランド(Sam Strand)
演 - ノーマン・リーダス / 日本語吹替 - 津田健次郎
本作の主人公。出生時、既に両親は死亡。腹部に大きな十字の裂傷痕と臍を消失する醜状障害を負い、ブリジットの手によりストランド家の庇護の下で育てられる。
生まれながらの”能力者（帰還者）”であったため、悪夢を見る度に唯一親しかった同家のアメリとビーチで時間を過ごしていた。反面、ブリジットの干渉を疎ましく思い、束縛と感じていた青年期のサムは孤立、接触恐怖症の治療のためブリジットに診察を勧められる。心理カウンセラーのルーシーの診断に酷く落胆したサムは、ルーシーの目の前で急性薬物中毒死して蘇生、”帰還者”としての孤独を露わにする。
後にルーシーと結婚したサムは、臨月の妻ルーシーと産まれるはずだった娘ルイーズを同時に失い、その対消滅に巻き込まれるも”帰還者”であったため唯一の生存者となった。しかしそのせいで爆破テロの容疑をかけられてしまい、ストランド家や当時所属していた組織ブリッジズとの繋がりを全て断って、フリーランスの配達人として活動する内に「伝説の配達人」と評価されるようになった。
ブリッジズスタッフ宛の配達物を引き受けたことで、10年ぶりにブリッジズの拠点に足を踏み入れ、ブリジットの死を看取った直後にブリッジズの事実上のトップであるダイハードマンから依頼を打診されるが、孤立をより深めていたサムは難色を露わにし、彼らの”繋げる”理念と計画そのものを蔑み拒むが、アメリの窮地を知ったことで、アメリ救出のついでとして依頼を引き受け、偶然譲り受けた”BB-28”を携え西の果てへと向かう事になる。
BB-28/BB/Lou
DSを制する強力な切り札として、合衆国再建へ向けた架け橋の人柱となるべく開発された”特別な”BB。長らく所在が不明であったがブリッジス死体処理班を通じて同特別配達班に配され、”結び目を繋ぐ”ためにサムと共に西の果てへと赴く事となり、物語途中でサムが「ルー」と名付ける。サムが地上にあるもの全てを吸い込むスーパーセルの異空間に吸い込まれた際には、BB返還と保護を迫るクリフに狙われる。
クリフォート“クリフ”・アンガー (Clifford "Cliff" Unger) /  ソルジャー
演 - マッツ・ミケルセン / 日本語吹替 - 山路和弘
合衆国健在時、アメリカ陸軍特殊部隊兵士として各国紛争地において任務に服してきた。サムがBBポッドに接続するたびに見るフラッシュバックの中に現れる手練れの熟練戦士。ポッドの中のBBに「パパだよ」と語りかけ、その身柄の保護に強く執着し返却を執拗に請い、生前の姿形そのままに戦場状ビーチでBBを巡ってサムと衝突することとなる。
デッドマン (Deadman)
モデル - ギレルモ・デル・トロ (声 - Jesse Corti) / 日本語吹替 - 石住昭彦
額に横一文字の縫合痕がある恰幅の大きい監察医。ブリッジズにおいてBBのメンテナンスを担当。劇中内では狂言回し的役柄で、話し相手にボディタッチしたがる癖があるため、サムとは相性が悪い。
その正体は、多能性幹細胞の再生研究過程で誕生し、再生できなかった臓器の7割を死者からの臓器移植で補っている「人造人間」。母体子宮から「誕生」したのではなく「造られた」試験管ベビーに近い存在であるために魂（カー）を持たず、死んでもビーチに辿り着く事がないからという理由で、自ら「フランケンシュタインの怪物」「死した男（デッドマン）」と皮肉って名乗っており、ビーチに対して憧憬する。
フラジャイル (Fragile)
演 - レア・セドゥ / 日本語吹替 - 水樹奈々
民間配送会社「フラジャイル・エクスプレス」のリーダーを務める女性。名の「フラジャイル」は「壊れ物」の意。
高いレベルの能力者であり、自身のビーチを経由して遠隔地へ瞬間移動できる能力を持つ（雨の日は使えない）。また、この能力を使用して他者を遠隔地へ転送する事も出来るが、魂を持たない物体を転送する事はできない（但し、転送される人物と深い繋がりを持つ物品は例外的に転送が可能）。彼女のこの能力は、本作のファストトラベルシステムとして機能している。ただしこの能力を使用するにあたり、一時的に血中酸素の濃度が高くなり、連続使用すると涙や鼻血、果ては昏睡状態に陥る。
フラジャイル・エクスプレスは彼女の父親が立ち上げた会社であり、父親の死後にリーダーの役目を引き継いだ。彼女の配送組織はノットシティやプレッパーズ達から強く信頼される存在であったが、後に同業のパートナーであったヒッグスに裏切られ、会社の配送網を秘密裏にテロ活動に利用されてしまう。その結果、ミドル・ノットシティが核兵器によって消滅し、彼女とフラジャイル・エクスプレスの信用は地に堕ちてしまう。同じく標的となったサウス・ノットシティへのテロ行為は自らの身を挺した決死の活動で回避されたものの、その際にヒッグスから仕掛けられたゲームによって首から下の素肌を時雨に晒すことになり、結果頭部を除く全身が急速に老化した状態となっている。この事件の後、彼女はヒッグスへの復讐の為、復讐に助力するという見返りを条件に、ブリッジズとサムに協力していくこととなる。
サマンサ・アメリカ“アメリ”・ストランド(Samantha America "Amelie" Strand)
モデル - リンゼイ・ワグナー (声 - Emily O'Brien) / 日本語吹替 - 井上喜久子
ストランド家においてサムの義姉にあたる人物。BTをはっきりと視認でき、"身体がビーチにある"ため、見た目は10年前から年を取っていない。ミドルネームの「アメリカ」（愛称の「アメリ」）は探検家のアメリゴ・ヴェスプッチに由来。悪夢を見て怯える年少時のサムをビーチに連れてきては安心させていた。
死去したブリジットの遺志を継ぎ、合衆国再興計画遂行後の合衆国大統領後継者に据えられる。劇中3年前ブリッジズ第1次遠征隊を率いて各ノットシティを繋げるための遠征に出発したが、エッジ・ノットシティに到達したところでヒッグス率いるテロリスト集団に遠征隊を壊滅させられた挙句、当のアメリは人質として捕らわれ、アメリカ再建計画を妨害された経緯がサムへのブリーフィング時に語られる。サムに自身の救出と、各ノットシティにカイラル通信を繋げる仕事を依頼する。救出されたアメリはサムの選択を叶え、束の間の安寧を与える役目を果たす。
ヒッグス・モナハン(Higgs Monaghan)
演 - トロイ・ベイカー / 日本語吹替 - 三上哲
「黄金仮面の男」と称される分離破壊主義者（ディメンス）でテロリスト集団のリーダー。BTと時雨を自在に操る最高レベルの能力者で、フラジャイルと同じテレポート能力も持つ。「自身の顔が好きではないから」という理由で常に金色の髑髏の仮面を被っている。額には英文のタトゥーが彫られている。
物心つくかつかないかの内に両親と死別。母方の伯父による保護の下、地下シェルターで育てられる。成長する内にシェルターの外に興味を持つものの、常日頃からDSに見舞われた外の世界の危険性を拳と言葉の暴力によって説いていた伯父に監禁されていた。ある時遂に制止を振り切って自力で地下シェルターから外に脱したヒッグス少年は、遺体のネクローシス化に触れた事で能力者に目覚める。糊口を凌ぐため少年ながらポーターとなったヒッグスはその能力を活かしポーターとしての評価を上げていく。そんな中ポーター仲間の不遇を幾度となく目の当たりにして、能力があろうとも何らなすすべのない無力さを自覚、自身が得た能力を維持するために死体を作ってはネクローシスから力を得て、西部エリア屈指の主力ポーターへと伸し上がった。
その高い配達手腕を買われフラジャイル・エキスプレスと提携したヒッグスは配達エリアを拡大。さらに力を得ようと自己承認要求の塊となったヒッグスはアメリに出会い、彼女を西海岸に幽閉する。アメリから得たDSの真実と強大な力で最高レベルの能力者となったヒッグスは”DOOMS”を越えた”SODOM”となり、FE社の配送網を利用した小型核爆弾による破壊テロ活動を行う。結果、この裏切り行為によりFE社から追放、分離破壊主義者のリーダーとなる。
既に「伝説の配達人」の評価を得ていたサムがブリッジズに戻り再活動を始めてからは、ストランド家と血の繋がりが無いサムを嘲り陥れようと粘着気質とも取れる執着心でサムの行動を執拗に監視、正体を伏せて度々サム宛に配達依頼を出しては詳細な行動を逐一記録していた。アメリ救出を目指すサムの前に尊大な態度で幾度も立ち塞がったが、最終的にはサムに助けられたアメリから力を得られなくなり、解放された。
ダイハードマン (Die-Hardman） / ジョン・ブレイク・マクレーン（John Blake Mclane)
演 - トミー・アール・ジェンキンス / 日本語吹替 - 大塚明夫
アメリカ再建機関「ブリッジズ」の長官。髑髏を模した仮面をつけた黒人男性。大統領の右腕であり、サムに分離主義者に拘束されたアメリの救出と「北米の繋ぎ直し」を依頼をする。
DS以前はアメリカ陸軍の特殊部隊所属の兵士として、当時の上官であったクリフと共に様々な特殊作戦に従事していた。過酷な戦場を幾度も生き延びてきたことから「ダイハードマン（死なない男）」の異名を持つようになるが、帰還者であるサムとは違い、彼本人は特殊能力を持たないと自ら語っており、生き延びて来られたのは死を恐れて戦場を逃げ回っていたからであり、また上官であるクリフが幾度も自分を助けてくれた為でもあると語っている。
ママー (Mama） / モリンゲン（Målingen)
演 - マーガレット・クアリー / 日本語吹替 - 坂本真綾
ブリッジズのメンバー。能力者であるがレベルは不明。ブリッジズのメカニック担当で、縁なし眼鏡をかけた若い女性。赤ん坊のBTと繋がっている。本人曰く「（このBTは）私の子よ。私はこの子のママ」（英語版では「この子は私の娘」と呼んでいる）。
過去に出産のため入院していた病院がテロによって崩壊し、長時間に渡って瓦礫の下敷きとなっていた。その間に胎内にいた彼女の胎内の子供はBT化し、BTとしてあの世に生まれ出た子供の泣き声によって彼女は救助隊に発見されることとなる。それ以来彼女は子供がBT化した場所を離れることができず、病院の跡地に研究所を構えて生活している。
ハートマン (Heartman)
モデル - ニコラス・ウィンディング・レフン (声 - Darren Jacobs) / 日本語吹替 - 大塚芳忠
ブリッジズメンバーの古生物学者の男性、DSとBTの調査研究を担当。常にAEDを装着し、21分毎に心停止しては3分で蘇生する。よって、1日に60回死に、60回生き返る。彼にとって21分は死ぬまでの待ち時間でしかない。
過去に対消滅によって妻と娘を失っており、自身も心臓の手術を受けていた病院が被災したことで心停止状態に陥る。その際に入り込んだビーチ（同じ対消滅で死亡した他の人々と共有されているビーチ）で海（あの世）へ歩み去ろうとする妻と娘を見つけるものの、自身はAEDによる蘇生で陸＝現世へ引き戻され、それ以来妻と娘とは離れ離れとなってしまっている。以来、彼は妻と娘に再会するべく、定期的にビーチを訪問しては家族を探す日々を送っている。その結果、心臓はハート型に歪曲し、ハート型心筋症を患う。自身の心臓の分身としての存在のハート型の湖が眺められる位置に研究所兼自宅を構えている。
サムが彼の自宅に訪問した時点で218549回心停止していることが明かされる。つまり9年と11ヵ月と22日と12時間このサイクルを繰り返している計算になる。
ブリジット・ストランド (Bridget Strand)
モデル、声 - リンゼイ・ワグナー / 日本語吹替 - 井上喜久子
「世界を再び繋げて一つに」という確たる理念と思想を持ち、それに見合った厚い人望と強い信念を持つ初代UCA大統領。20歳時に癌を発症して以降、肉体と魂が分離する超常体験に遭う。合衆国副大統領就任時、対消滅が原因による現職合衆国大統領死亡に伴い国は消滅、亡国となった後の名目だけの大統領職に就き合衆国再建に向けた組織と財団を立ち上げるが、有効な再興計画だった手段は実行前に破綻。後にその計画の際に遺児となった子供をストランド家に迎え入れ、サム・ストランドと名付けて育てる。
多忙な政務の合間に短いながらも家族として接する時間を作っても、サムは距離を置いて拒絶に近い態度をとり、青年になっても誰とも関係を繋ごうとせず孤立していた息子を見かねた彼女は、心理カウンセラーにサムの治療を要請。寛解には至らなかったがストランド家に新しい家族が加わったものの直後に発生した事件により、サムが彼女達ストランド家との縁を断って音信不通となった後の10年間、側近のダイハードマンと共に過去に頓挫した合衆国再興に向けた組織の陣頭指揮を執り、老境に入り時間が迫る中、水面下で再興計画を進める。
長年患った癌は全身転移し生命機能は著しく衰弱、医療機器に繋がれたままのブリジットは死ぬ間際に息子サムと10年ぶりに再会、国の未来と希望を託し「ビーチで待っている」と言い残した直後に息を引き取り、計画上の理由により訃報が出せないため隠密理の内にサムの手によって荼毘に付される。
後、西の地で肉体を失った姿で登場し、既に時遅く手遅れという事実をサムに伝える。

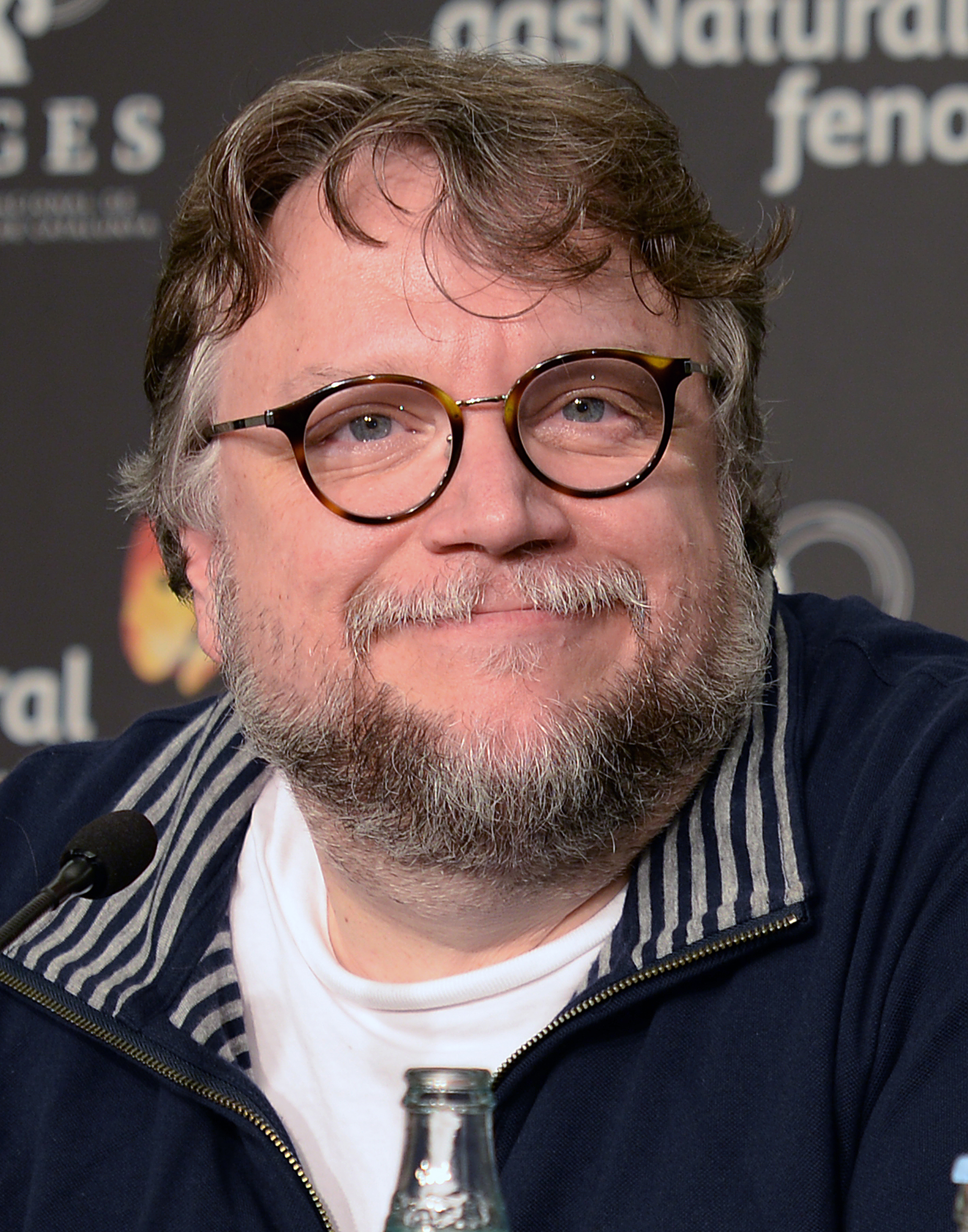
演 デッドマン
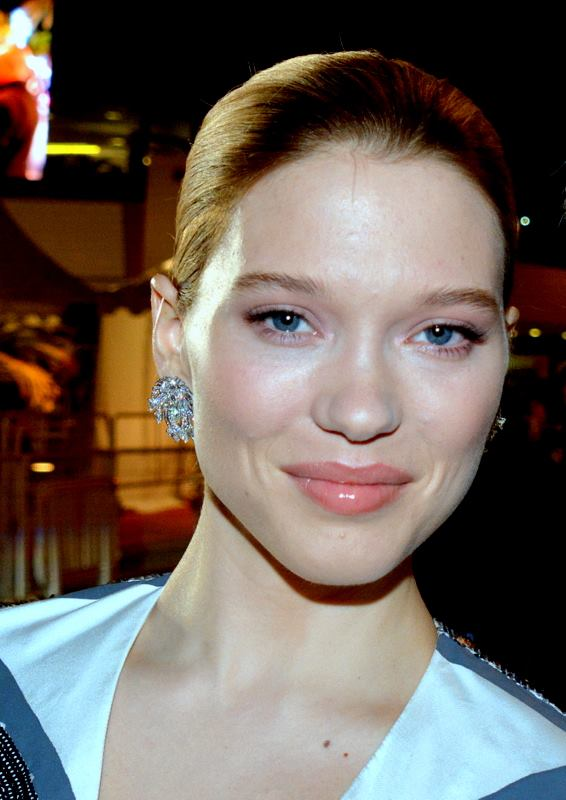
演 フラジャイル
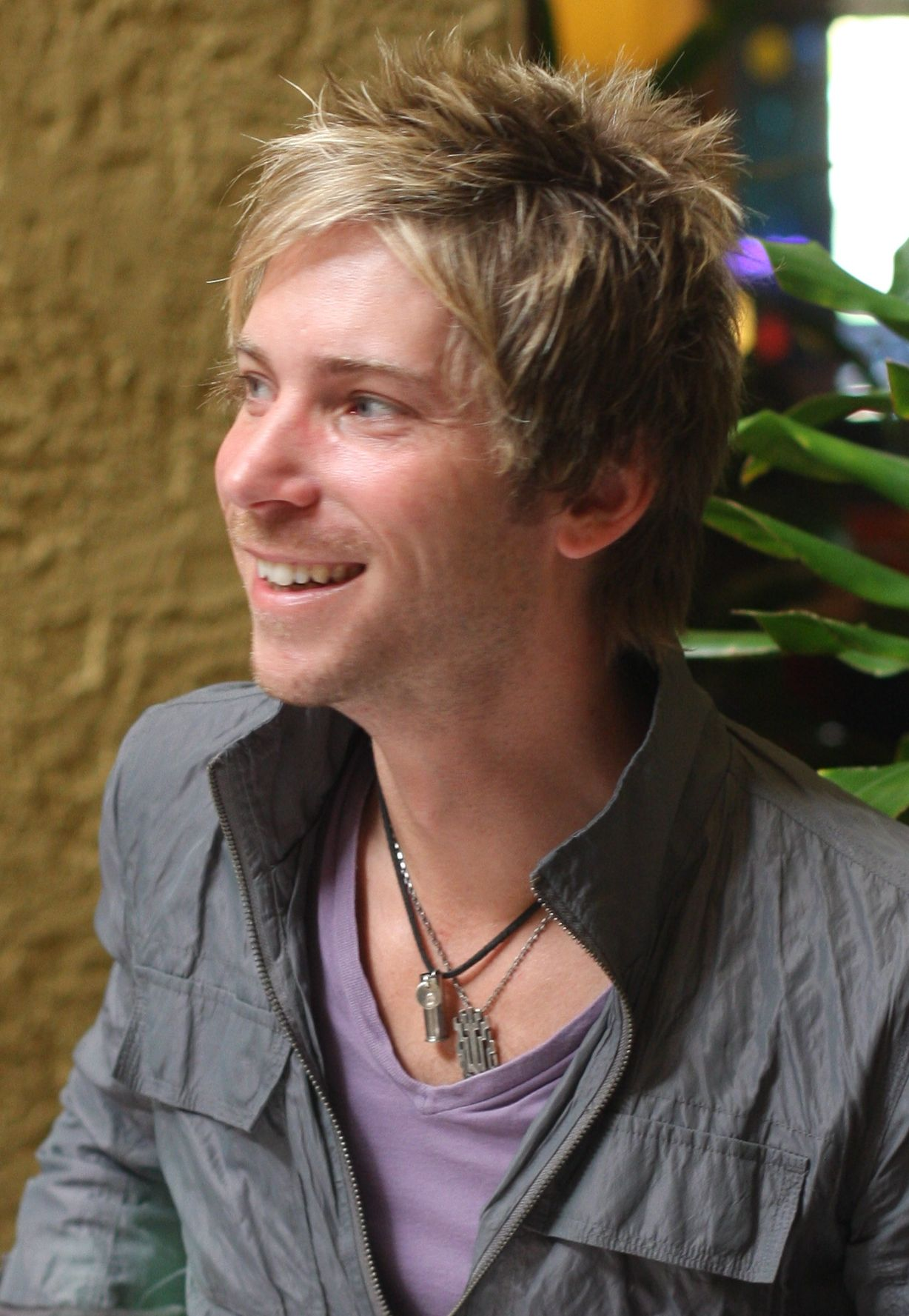
演 ヒッグス
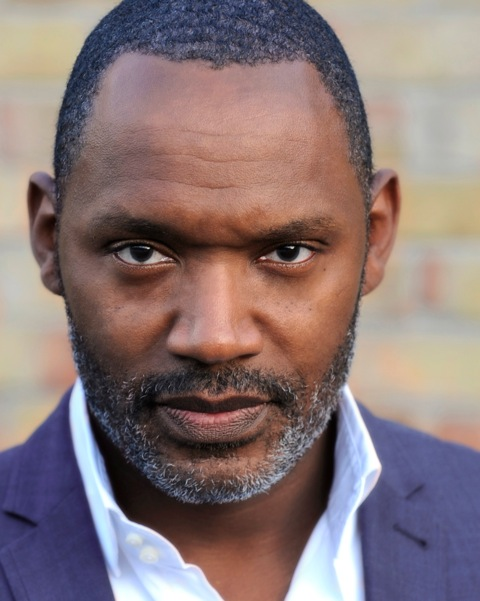
演 ダイハードマン
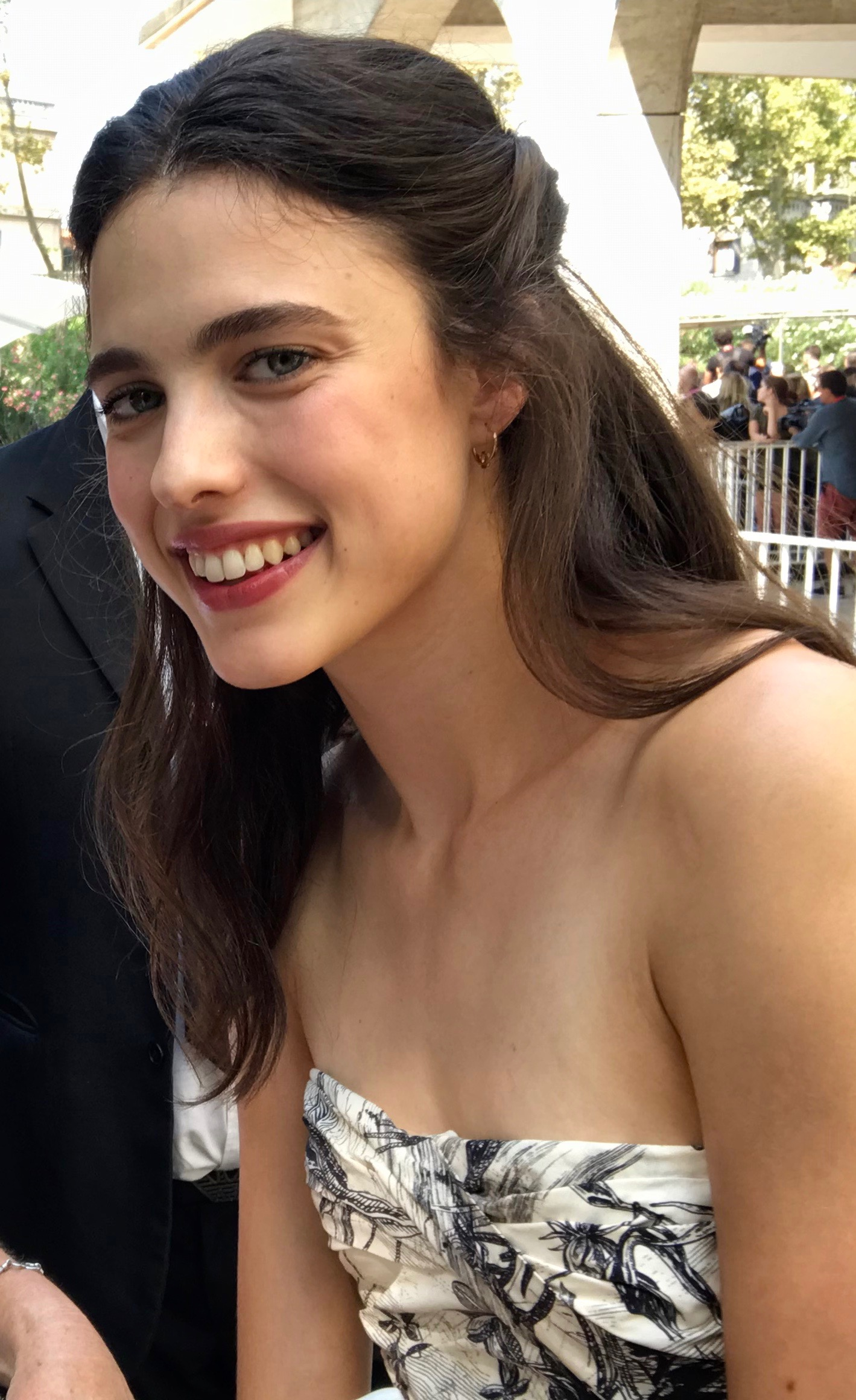
演 ママー
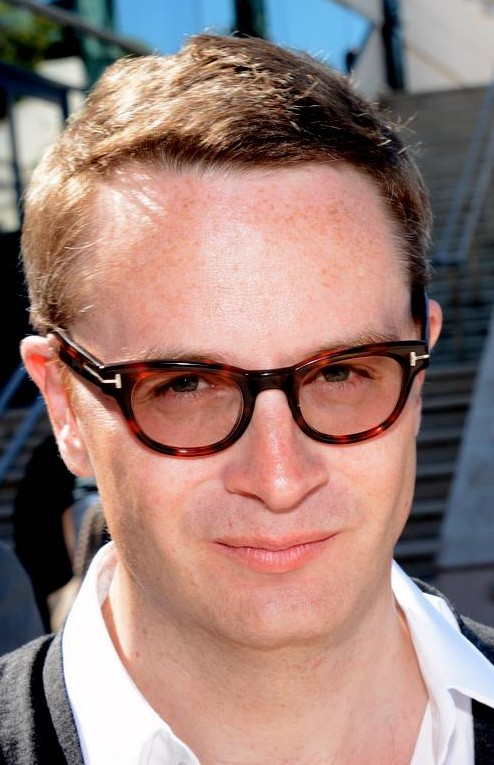
演 ハートマン
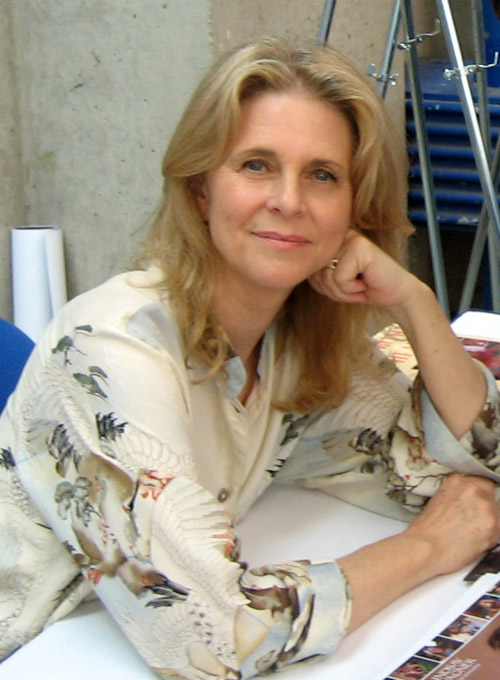
演 ブリジット（アメリの二役）

### ブリッジズ
イゴール (Igor Frank)
声 - David Forseth
ブリッジズ死体処理班スタッフ。かつて見た合衆国の記憶と現在の有り様を韜晦するサムに忌憚なく語るなど気さくな壮年男性。
発見が遅れネクローシス化が始まりかけていた遺体の搬送途中に能力者のサムに同行を申し出る。急場であったため座礁地帯を抜けて最寄りの焼却所へ運ぶことを決断するが、BTに捕捉されサムにBBを託した直後、対消滅によってブリッジズ本部を据えるセントラル・ノットシティもろとも爆発、死亡。
ロックネ (Lockne)
演 - マーガレット・クアリー / 日本語吹替 - 坂本真綾
モリンゲン（ママー）の双子の妹。マウンテン・ノットシティの代表者であり、ママーと肩を並べる天才的な技術者でもある。
双子の姉のママーと同じく能力者であるがレベルは不明。ビーチを介して姉と繋がっているため、言葉を使わずして互いの思いを伝え合う能力「双子通信」を持っていたが、ある事件により姉との繋がりが切れ能力が使えなくなってしまい、姉の思いを誤解することになる。
地質学者
アメリが中部に残していったブリッジズ第一次遠征隊のメンバーの一人。
古生物学者
アメリが中部に残していったブリッジズ第一次遠征隊のメンバーの一人。
エボデボ学者
アメリが中部に残していったブリッジズ第一次遠征隊のメンバーの一人。

### プレッパーズ

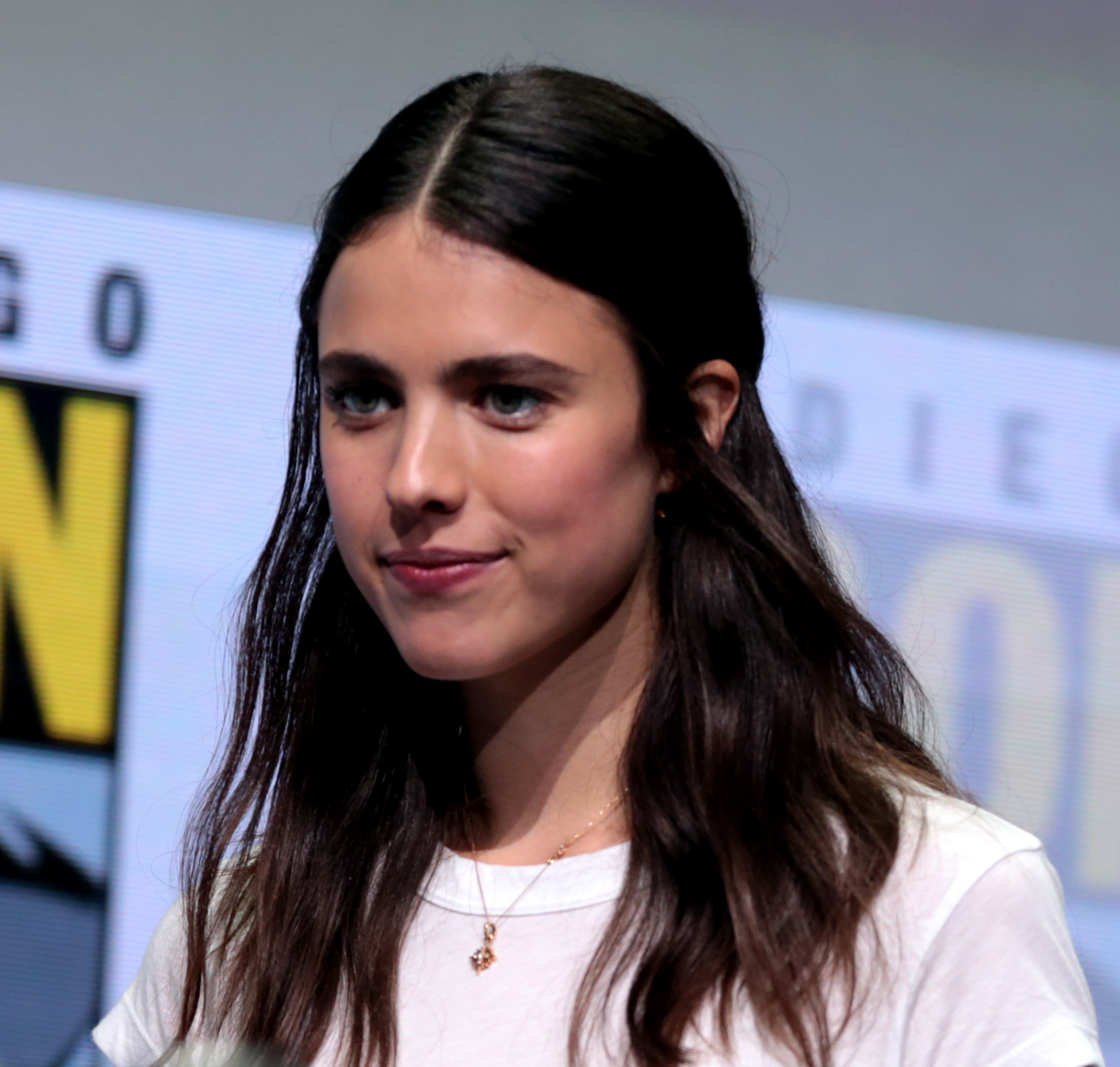
演 ママー、ロックネの二役
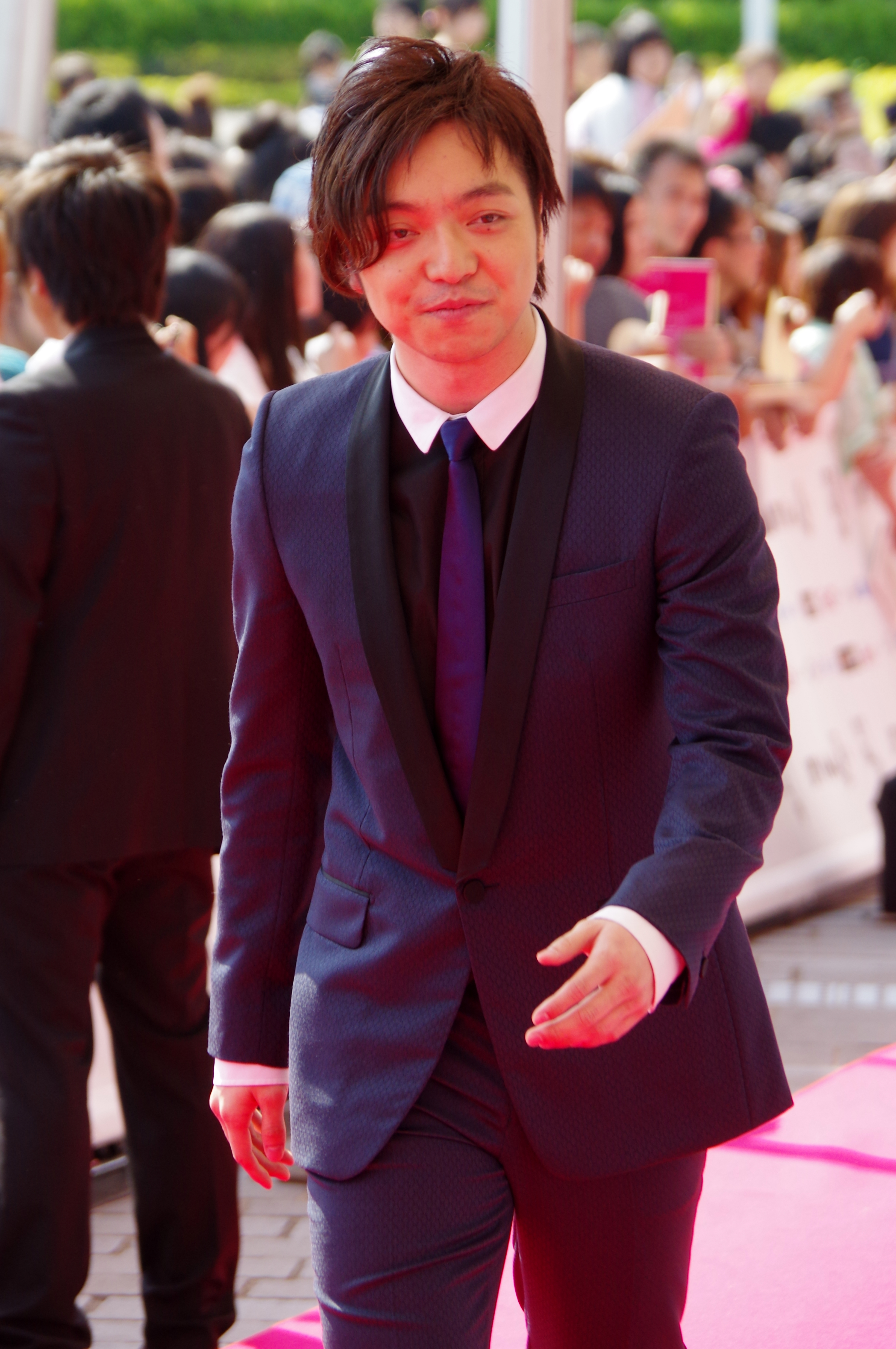
演 ミュージシャン
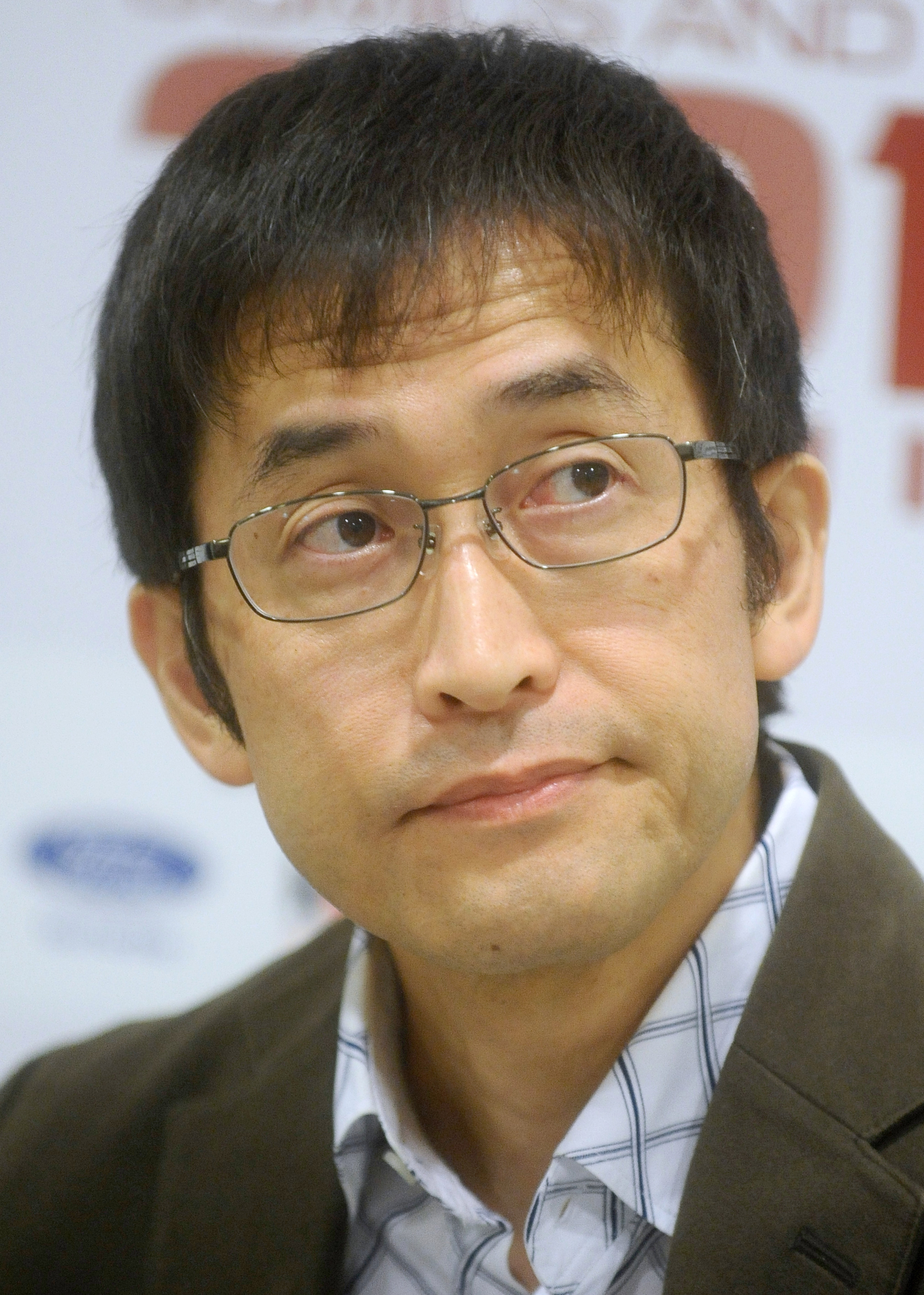
演 エンジニア
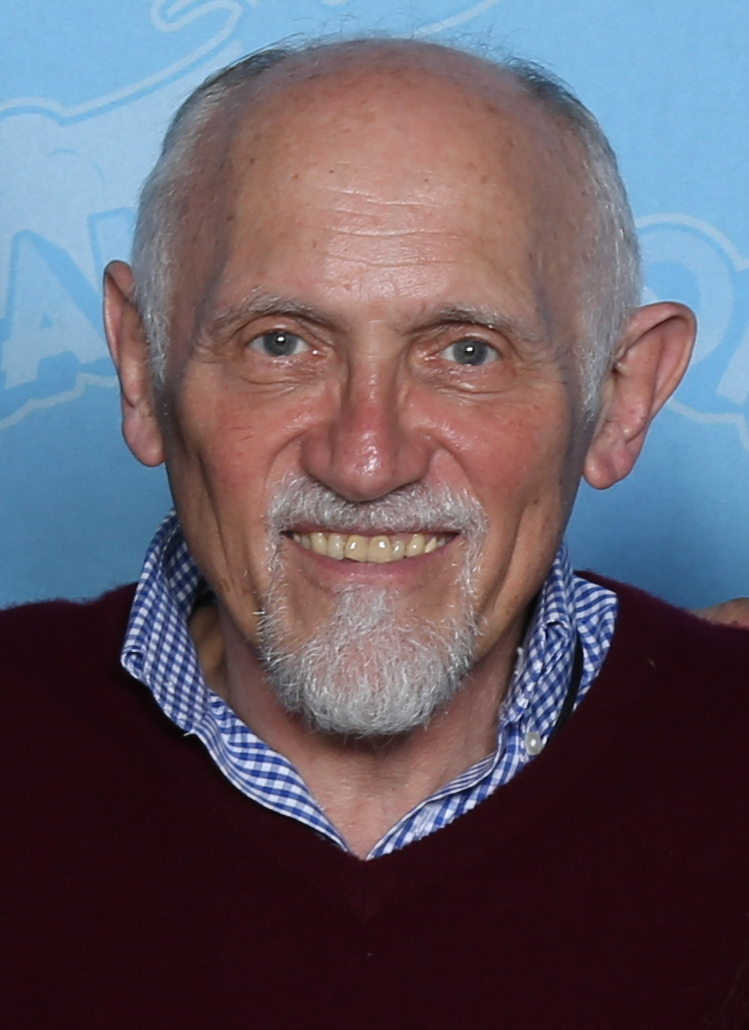
演 エルダー
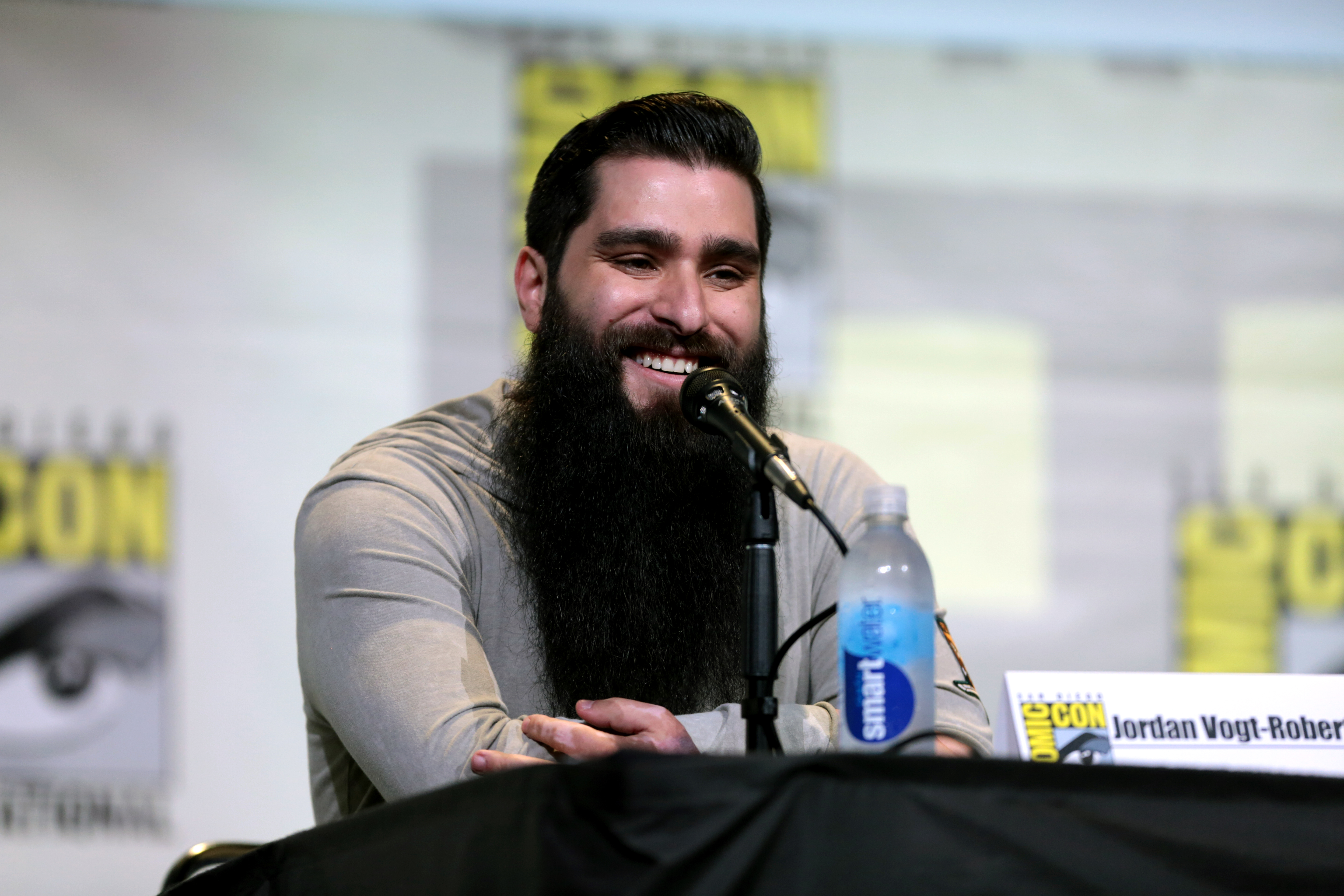
演 映画監督
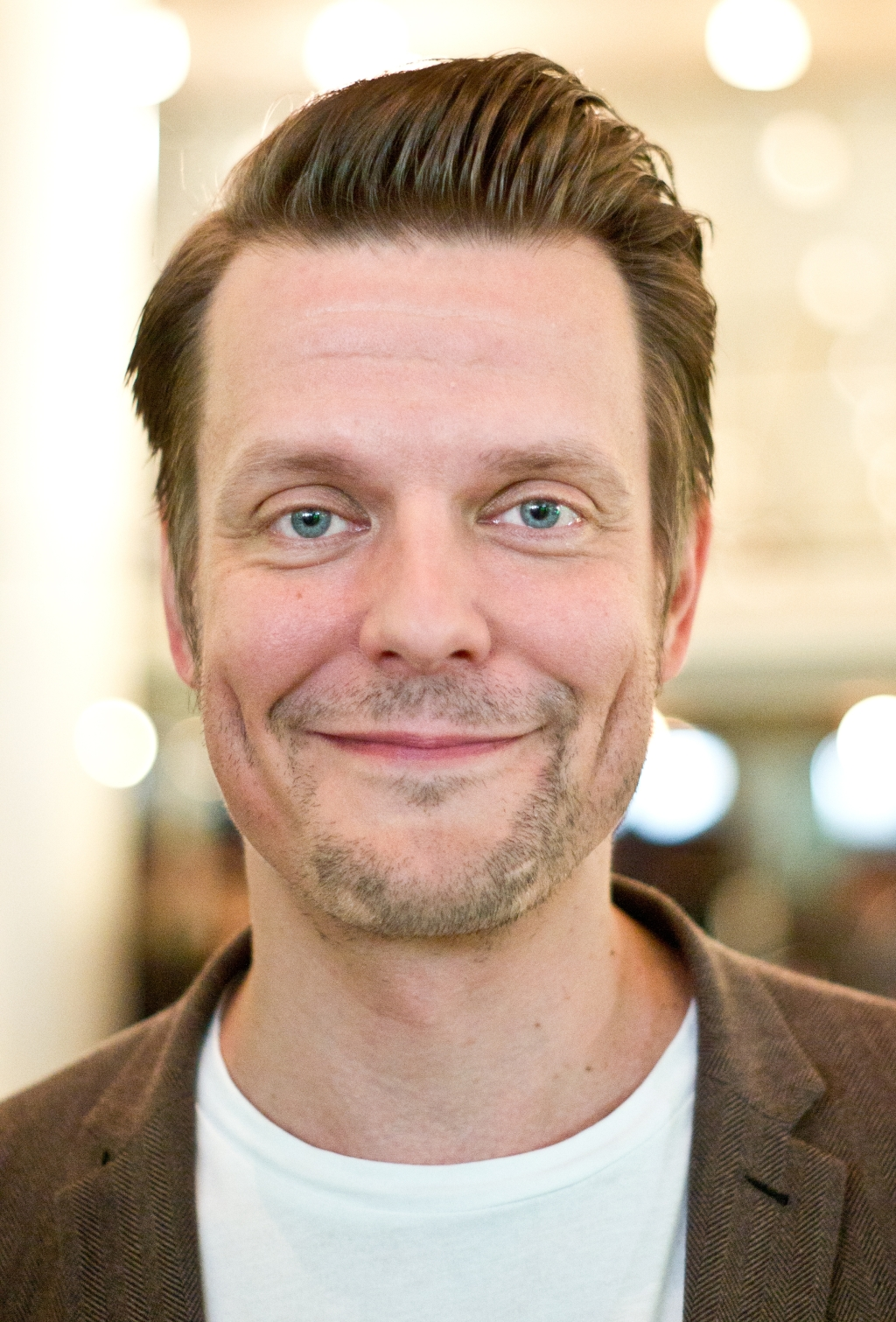
演 ベテランポーター
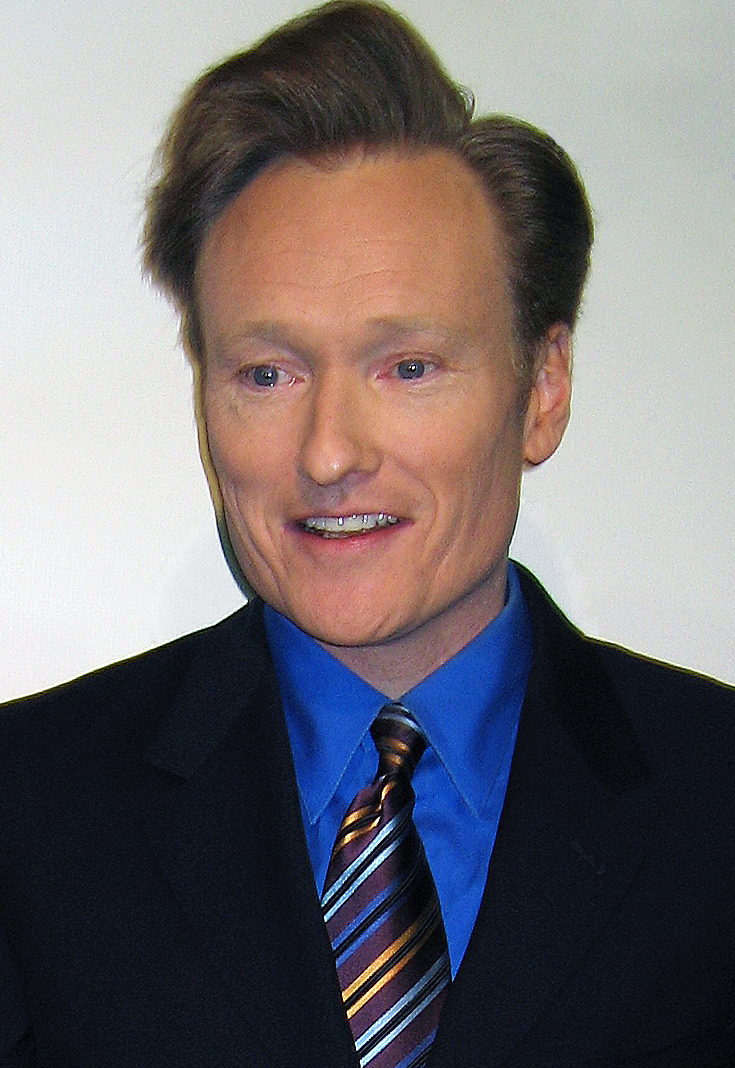
演 放浪のMC

＜東部エリア＞
ミュージシャン
モデル - 三浦大知
東部エリアの山岳部にシェルターを構える男性。自身で作詞作曲した曲を作っている。
自身が作った曲を流したりDS以前の音楽に触れたいという思いから、カイラル通信の接続やUCAの加盟には積極的。
ルーデンスマニア
モデル - ジェフ・キーリー
東部エリアの山岳部にシェルターを構える男性。コジマプロダクションのシンボルであるルーデンスのグッズを集めている。
カイラル通信の接続やUCAの加盟には積極的で、その理由はDS以前の資料からルーデンスの語源を調べるためだという。
また、同じルーデンス好きであることからイゴール、ヴィクトール兄弟とも旧知の仲で、イゴールが作成したルーデンスの旗を預かっている。
＜中部エリア＞
エンジニア
モデル - 伊藤潤二
機械の研究開発をしている技術者。アメリカ中部でサムが最初に荷物を配送する三人のプレッパーズのうちの一人。
DS後のシェルターで生まれ育ったため、亡くなった両親から聞かされたアメリカがあった頃の話には懐疑的だった。
しかし、エンジニアだった父親が使っていた部品にあった「Made in USA」を見て、アメリカの子なんだと思うようになりUCA加盟には肯定的な意見を持つ。
エルダー
モデル - アーミン・シマーマン
山岳地帯にシェルターを構える高齢の男性。生活の必要からカイラル通信を繋ぐことには肯定的だが、過去の経験からUCA加盟には消極的。
DS以前のアメリカで移民として暮らしていたが、国境に壁を作ると宣言した人物が大統領に当選するのを目の当たりにしたことでアメリカへの信頼を失い、プレッパーズとなった過去を持つ。
配送物やホログラム、メールなどから病を患っていることがわかる。
クラフトマン
モデル - Hermen Hulst (SIE ワールドワイド・スタジオ 統括責任者)
武器職人。ボーラガンやカスタム血液グレネードの製作者。
ミドル・ノットシティのテロ事件が原因でフラジャイル・エクスプレスに不信感を抱いており、フラジャイルの協力を得ているサムやブリッジズに対しても疑いの目を向ける。
コレクター
モデル - 浜村弘一
先祖はDS以前に雑誌の編集者をしていた。紙の雑誌を読んでいた影響もあってカイラル通信の接続には消極的。品質がいい状態で荷物を運ぶと「殿堂入り」という言葉を使う。
シェルターの入り口の壁にはファミ通のマスコットキャラクター『ネッキー』の絵が描かれている。
コスプレイヤー
サウスノットシティ付近にシェルターを構えるコスプレイヤー。スピリチュアリストとは双子の姉妹。
放浪のMC
モデル - コナン・オブライエン / 日本語吹替 - 杉田智和
コスプレイヤーのシェルターに同居するプレッパーズの一人。元はポーターに付き添いながらノットシティで行われるイベントで司会をしていたのだが、とあるコスプレイベントで司会をした際にコスプレイヤーに一目惚れし、同居に至っている。サムにコスプレイヤー謹製のラッコフードを託してくれる。日本語吹替ではサムのことを「ボス」、自身を「杉田」と呼ぶことがある。
映画監督
モデル - ジョーダン・ヴォート＝ロバーツ
南配送センター近くにシェルターを構える映画監督。ホログラムで岩に擬態する機能を使用して近くのミュールを撮影して映画作成している。
ブリッジズと契約して以降現れるようになったサムに似たポーター達を「サムワン」と呼んでいる。
ジャンク屋
クレーター湖付近にシェルターを構える技術者。極めて高い技術力の持ち主であり、ジャンクからスピードスケルトンを作り出すことでママーを感心させている。
恋人であるカイラル・アーティストをテロで失ったと思い込んでおり、テロリストを刺激したブリッジズやテロ活動に（図らずも）加担してしまったフラジャイル・エクスプレスに対して強い敵意を向けている。
カイラル・アーティスト
モデル、声 - モーガン茉愛羅
タール湖の湖畔のシェルターに養母と住んでいるプレッパーズの一人。
時雨農家
気象観測所の南に時雨環境学者と住んでいるプレッパーズの一人。元はアメリの指示によりクレーターの緑化を目指して研究をしている研究者だったが、時雨を利用した小麦の栽培が上手くいったことで栽培に夢中になっている。
小説家の息子
モデル - 万城目学
北配送センター付近のシェルターに住んでいるプレッパーズの一人。瓢箪を育てており、瓢箪の中に生息するクリプトピオシスに「クリプトピオシスD」と名付ける。
医者
マウンテン・ノットシティ付近に居を構える高齢の男性医師。元々はノットシティで医師をしており、カイラル通信を使用した遠隔医療機器の開発をしていたが、ノットシティでの医療に限界を感じて医療機器技師の助手と共にプレッパーズとなった。その為カイラル通信の接続には肯定的である。
ロボット工学者
雪山にシェルターを構え子供と共に暮らす女性。
登山家
雪山にシェルターを構え山岳ガイドの身重の妻と共に生活している男性。
スピリチュアリスト
雪山にシェルターを構える女性で、コスプレイヤーとは双子の姉妹。居を構える雪山をピラミッドと捉えており、オカルト方面からDSの究明を行う。
カメラマン
山岳地帯の麓で母と生活している女性。父親は遺跡で撮影した壁画からDSの謎を解明しようとしたが、志半ばで亡くなったため、父親の意志を継いで活動している。
ファースト・プレッパー
冷戦時代の7代前から歴代プレッパーとして生活を送り、雪山のシェルターで生活している男性。
ベテラン・ポーター
モデル - サム・レイク
身体に限界がきて療養中の雪山の麓にシェルターを構える中年ポーター。長年ポーターとして活動していることもありサムのことはよく知っており、品質のいい状態で配達すると「配達の革命だ」と絶賛する。ある事情で組織というものに不信感を抱いており、UCAへの加盟に否定的となったプレッパー。
ピーター・アングレール
ミドル・ノットシティのクレーター付近にシェルターを構え、サム宛のメールで度々ピザ配達を依頼してくる家族思いの人物。メール以外でコンタクトをとることはないが、ストーリーを進める事で直接出会う、ある者と同一人物。
- 演 ママー、ロックネの二役
- 演 ミュージシャン
- 演 エンジニア
- 演 エルダー
- 演 映画監督
- 演 ベテランポーター
- 演 放浪のMC

### その他
ルーシー
サムの妻。物語開始時点では故人（本編の10年前に死亡）となっており、その姿はサムが持っている写真の中でのみ確認できる（但し彼女の顔部分は、時雨による劣化でぼやけてしまっている）。
生前はカウンセラーであり、接触恐怖症を患っていたサムの担当医として彼と出会い、彼の治療を続けていく過程で逆転移の影響を受けて彼を愛するようになる。後に患者と個人的に親しい関係になるという禁忌を犯したことから自身をカウンセラー失格と判断し、自ら職を辞すこととなるが、本人はサムを救えたことに満足していた。
その後、サムとの間に娘の「ルイーズ」（愛称「ルー」）を授かるが、サムの血を引く子供と繋がったことが原因で、ビーチの存在やサムの秘密を認識した結果、それまで持っていた死生観を大きく揺さぶられて情緒不安定な状態となり、その不安定な精神的苦痛から開放されるためにスマートドラッグのオーバードースで自殺する。死後、彼女自身の遺体の発見が遅れたため、対消滅が発生してしまった。
リサ / アノマリサ
クリフの内縁の妻。マンハッタン島爆発事件の被害に遭い、脳死状態で生命維持装置の中に安置されていた。
小説版では、フルネームはリサ・ブリッジズとなっており、首吊り自殺を図って脳死状態に陥った事が明らかにされている。自殺の原因は、戦士でいられなくなる事を恐れたクリフに拒絶されたショックによるものであると仄めかされている。
監督型BT
演 - 小島秀夫
ゲーム内でのカットシーンに登場するBTの中に紛れ込んでいる他、特定の条件を満たした上である操作を行うと稀に現れる監督に酷似したBT。後者ではサムをあの世に引きずり込もうとするが、その際音声言語を日本語に設定している場合に限り「ヒデオー！！」と叫ぶ。

## 敵
サムの北米大陸横断の障害となる敵。
ミュール
- 配達依存症になった配達人。ミュールとは元々、DS以降の世界で人々のために荷物の配達を行っていた善良な配達人であり、「ミュール」という名称も配達組織のものであった。しかし、カイラル汚染による精神異常に加え、荷物の配送によって得られる感謝（作中では「いいね！」で表現されている）によって分泌されるオキシトシンと、それがもたらす幸福感に依存するようになった結果、配達物そのものに執着、奪取するようになってしまった。

テロリスト
- ミュールよりさらに重度の配達依存となり、配達物強奪のために最早殺害も厭わなくなった武装した集団。対人殺傷武器で武装している他、分離過激主義者が含まれている可能性もある。

ヒッグス
- 分離過激主義者を率いるテロリスト。西に向かうサムの前に大型BTを召喚し阻害、西の果てにて雌雄を決する対決を迎える。

クリフ
- 戦争状ビーチでサムと交戦することになる兵士。無限に増援できる骸骨兵を引き連れ襲撃する。

### BT類
以下各3種類に大別される。
- ゲイザー＝高所から見下ろすように宙を漂う影状ヒト型BT、捕捉対象の音と動きを感知し捕捉と同時にハンターを呼び寄せる。他に、嬰児型BT、埋没型BT、耐久力が高い赤色BTなど。

- ハンター＝粘性のあるタール状の物質から上半身だけ出現する無数のヒト型黒色BT、捕捉対象に無数の腕を伸ばし絡みつき押し伏せ乗りかかりキャッチャーとの戦闘に引きずり込もうとする。他にキャッチャーとの強制戦闘に引きずり込む白色BTや戦闘中に出現する金色BTなど。

- キャッチャー＝海洋生物型BT、陸上四足獣型BT、いずれも大型で巨体を用いた物理攻撃を行い、吻からタール状物質を高圧で噴出する攻撃など。捕食された場合、対消滅が発生、「結び目」へと飛ばされ一帯はクレーターとなる。

- その他＝地上で活動するNPCを障害物などで移動制限させた場合、その阻害物を排除する銀色BT、普段は空中に漂い、サムが接近するとゆっくり降下してくる攻撃力も防御力も無い気球型黒色BT、特定条件下で稀に出現する小島秀夫型BT、最高レベルの能力者が操る巨人型BTなど。

BTから伸びる紐状のものは「臍帯」と呼ばれており、この臍帯によってBTは「この世」に繋ぎ留められている。そのためコードカッターで臍帯を切断するとBTは「あの世」へ行けるようになり、現世から消滅する。ハートマンは、BTが生者を探している時に発生する手形の痕跡は、「この世」の者と繋がろうとするBTの意思の表れであると解釈している。

## 評価
レビュー集積サイトであるMetacriticでは、109件のレビューの平均で82/100を記録しており、当サイトの評価基準における「概ね好評」を得た。
EGMは本作が万人向けでなく、また完璧な作品でもないと断った上で、真のオリジナリティを持ち、これまでになく意欲的な体験をもたらすものであると賞賛している。
一方、米IGNも本作を同じく壮大で革新的としつつ、ミッションのバリエーションの乏しさに加え、特に移動中におけるリアリズムとゲームプレイとのバランスの欠如を指摘している。
マッドマックスシリーズで知られる映画監督のジョージ・ミラーは、本作をとてもラジカルで万人が理解できるとは限らないが、作品やメディアに変革をもたらすことは間違いないと評した。
『週刊ファミ通』 2019年11月21日号では、卵を守る雨宮、ジゴロ☆芦田、くしだナム子、戸塚伎一がいずれもレビューで10点をつけ、40点満点となった。しかしながらKotakuはこのレビューに関し、ファミ通の関係者である浜村弘一が作中にカメオ出演しているために、日本のネット掲示板とSNSではこの高評価に疑いが挟まれていると報じ、作品にとって無用な論争を引き起こしたとする記事を掲載している。

### 受賞
スペイン王国ビルバオ市にて2019年12月9日に開催されたビデオゲームフェスティバル「Fun & Serious Game Festival」でのチタニウム賞授賞式にて、ベストナラティブ賞を受賞している。さらに、本作のコンポーザーとして参加している作曲家のルドヴィグ・フォルセルにベストサウンドトラック賞が与えられている。
カリフォルニア州ロサンゼルスにて12月12日に開催されたコンピュータゲーム業界の世界的な式典「The Game Awards 2019」では、最高賞であるゲーム・オブ・ザ・イヤーを含め、エントリー作品中最多となる8つの賞の授賞候補にノミネートされており、最終的にはベストゲームディレクション賞とベストスコア/ミュージック賞の2つを受賞している。また、クリフ役を好演したマッツ・ミケルセンに対してベストパフォーマンス賞が与えられている。
その他、大手メディアである米IGNのWEBサイト上で開催された「IGN's 2019 Game of the Year Awards」でのファン投票にて、2019年度のベストPS4ゲームに選ばれている。
| 年   | 式典                               | 受賞部門                                                                                      | 結果       | 出典          |
| ---- | ---------------------------------- | --------------------------------------------------------------------------------------------- | ---------- | ------------- |
| 2017 | ゴールデンジョイスティックアワード | 最もプレイしたいゲーム                                                                        | ノミネート | [ 45 ]        |
| 2018 | ゴールデンジョイスティックアワード | 最もプレイしたいゲーム                                                                        | ノミネート | [ 46 ]        |
| 2018 | ゲーマーズチョイスアワード         | 最も期待されているゲーム                                                                      | ノミネート | [ 47 ]        |
| 2019 | チタニウム賞                       | ゲーム・オブ・ザ・イヤー                                                                      | ノミネート | [ 41 ]        |
| 2019 | チタニウム賞                       | ベストナラティブデザイン                                                                      | 受賞       | [ 41 ]        |
| 2019 | チタニウム賞                       | ベストアドベンチャーゲーム                                                                    | ノミネート | [ 41 ]        |
| 2019 | チタニウム賞                       | ベストサウンドトラック ルドヴィグ・フォルセルへ                                               | 受賞       | [ 41 ]        |
| 2019 | チタニウム賞                       | スペイン語版ベストパフォーマンス カルロス・ディ・ブラシへ、サム・ポーター・ブリッジズ役として | ノミネート | [ 41 ]        |
| 2019 | The Game Awards 2019               | ゲーム・オブ・ザ・イヤー                                                                      | ノミネート | [ 42 ] [ 43 ] |
| 2019 | The Game Awards 2019               | ベストゲームディレクション                                                                    | 受賞       | [ 42 ] [ 43 ] |
| 2019 | The Game Awards 2019               | ベストナラティブ                                                                              | ノミネート | [ 42 ] [ 43 ] |
| 2019 | The Game Awards 2019               | ベストアートディレクション                                                                    | ノミネート | [ 42 ] [ 43 ] |
| 2019 | The Game Awards 2019               | ベストスコア/ミュージック                                                                     | 受賞       | [ 42 ] [ 43 ] |
| 2019 | The Game Awards 2019               | ベストオーディオデザイン                                                                      | ノミネート | [ 42 ] [ 43 ] |
| 2019 | The Game Awards 2019               | ベストアクション/アドベンチャーゲーム                                                         | ノミネート | [ 42 ] [ 43 ] |
| 2019 | The Game Awards 2019               | ベストパフォーマンス ノーマン・リーダスへ、サム・ポーター・ブリッジズ役として                 | ノミネート | [ 42 ] [ 43 ] |
| 2019 | The Game Awards 2019               | ベストパフォーマンス マッツ・ミケルセンへ、クリフ役として                                     | 受賞       | [ 42 ] [ 43 ] |
| 2020 | 第23回 D.I.C.E. Awards             | ゲーム・オブ・ザ・イヤー                                                                      | ノミネート | [ 48 ]        |
| 2020 | 第23回 D.I.C.E. Awards             | アニメーション部門                                                                            | ノミネート | [ 48 ]        |
| 2020 | 第23回 D.I.C.E. Awards             | アートディレクション部門                                                                      | ノミネート | [ 48 ]        |
| 2020 | 第23回 D.I.C.E. Awards             | キャラクター部門 サム・ポーター・ブリッジズへ                                                 | ノミネート | [ 48 ]        |
| 2020 | 第23回 D.I.C.E. Awards             | キャラクター部門 クリフ・アンガーへ                                                           | ノミネート | [ 48 ]        |
| 2020 | 第23回 D.I.C.E. Awards             | オーディオディレクション部門                                                                  | 受賞       | [ 48 ]        |
| 2020 | 第23回 D.I.C.E. Awards             | テクニカル部門                                                                                | 受賞       | [ 48 ]        |
| 2020 | 第23回 D.I.C.E. Awards             | アドベンチャーゲーム部門                                                                      | ノミネート | [ 48 ]        |

### 売上
ファミ通は日本における販売初週のパッケージ版販売数を約18.5万本と推定している。メディアクリエイトは韓国と台湾において本作のパッケージ版販売数がそれぞれ販売週の1位であったとしている。
GamesIndustryによれば、英小売市場でのパッケージ版販売数は販売週のセールスチャートで初登場2位にランクインしており、2019年のPS4独占タイトルの販売数としてはDays Goneより36%少なく2番目である。

## 製品展開

### PS4
DEATH STRANDING STANDARD EDITION（パッケージ版、ダウンロード版）
DEATH STRANDING SPECIAL EDITION（パッケージ版）
スチールブックディスクケース
ゴールド「Ludens Mask」サングラス（ゲーム内アイテム）
DEATH STRANDING：Timefall（デジタルダウンロード）
DEATH STRANDING COLLECTOR'S EDITION（パッケージ版）
スチールブックディスクケース
BBポッド
ルーデンスのキーチェーン
BRIDGESケース
ゴールド「Ludens Mask」サングラス（ゲーム内アイテム）
ゴールドパワースケルトン（ゲーム内アイテム）
ゴールドパイルスケルトン （ゲーム内アイテム）
ゴールド装着式プロテクター（Lv.2）（ゲーム内アイテム）
キャラクターアバターセット
DEATH STRANDING：Timefall（デジタルダウンロード）
DEATH STRANDING DIGITAL DELUXE EDITION（ダウンロード版）
DEATH STRANDING LEMITED EDITION（パッケージ版）

### PC版
パッケージ版
デジタル版

## 関連商品
書籍
原作：小島秀夫、著：野島一人、表紙絵：PABLO UCHIDAにより、新潮文庫nex（新潮社）から上下巻でノベライズが発売された。
- 上巻（01） 2019年12月1日発売、ISBN 978-4-10-180174-2
- 下巻（02） 2019年12月1日発売、ISBN 978-4-10-180175-9
- 「THE ART OF DEATH STRANDING」 (英語) 出版社 Titan Books 2020年2月11日 ISBN 978-1789091564
- 「THE ART OF DEATH STRANDING」（大型本） ファミ通書籍編集部(編集) 出版社 KADOKAWA 2020年1月29日 ISBN 978-4-04-733436-6

楽曲
- オリジナル・サウンドトラック

- 1. Don't Be So Serious by Low Roar
  2. Bones by Low Roar feat. Jófriður
  3. Easy Way Out by Low Roar
  4. Poznan by Low Roar
  5. Asylums for the Feeling by Silent Poets feat. Leila Adu
  6. Once in a Long, Long While by Low Roar
  7. St. Eriksplan by Low Roar
  8. Death Stranding by CHVRCHES
  9. Please Don't Stop Chapter 1 by Low Roar
  10. Because We Have To by Low Roar
  11. Waiting (10 Years) by Low Roar
  12. Almost Nothing by Silent Poets feat. Okay Kaya
  13. Tonight, Tonight, Tonight by Low Roar
  14. Nobody Else by Low Roar
  15. The Machine by Low Roar
  16. Anything You Need by Low Roar
  17. Give Up by Low Roar
  18. Patience by Low Roar
  19. Path by Apocalyptica
  20. Not Around by Low Roar
  21. I'm Leaving by Low Roar
  22. I'll Keep Coming by Low Roar

- Sony Music 2020年3月20日 ASIN: B082JLJRJP
※ CD2枚組

- 1. Once, There Was an Explosion - Artist Ludvig Forssell
  2. Alone We Have No Future - Artist Ludvig Forssell
  3. BRIDGES - Artist Ludvig Forssell
  4. Soulless Meat Puppet - Artist Ludvig Forssell
  5. Beached Things - Artist Ludvig Forssell
  6. Chiral Carcass Culling - Artist Ludvig Forssell
  7. The Face of Our New Hope - Artist Ludvig Forssell
  8. John - Artist Ludvig Forssell
  9. An Endless Beach - Artist Ludvig Forssell
  10. Heartman - Artist Ludvig Forssell
  11. The Severed Bond - Artist Ludvig Forssell
  12. Claws of the Dead - Artist Ludvig Forssell
  13. Fragile - Artist Ludvig Forssell
  14. Stick vs Rope - Artist Ludvig Forssell
  15. A Final Waltz - Artist Ludvig Forssell
  16. Strands - Artist Ludvig Forssell
  17. Lou - Artist Ludvig Forssell
  18. BB's Theme - Artist Ludvig Forssell and Jenny Plant
  19. Flower of Fingers - Artist Ludvig Forssell
  20. Cargo High - Artist Joel Corelitz
  21. Demens - Artist Joel Corelitz
  22. Decentralized by Nature - Artist Ludvig Forssell
  23. Mules - Artist Ludvig Forssell
  24. Porter Syndrome - Artist Ludvig Forssell
  25. Chiralium - Artist Ludvig Forssell
  26. Spatial Awareness - Artist Ludvig Forssell
  27. Stepping Stones - Artist Ludvig Forssell
  28. Frozen Space - Artist Ludvig Forssell
  29. The Timefall - Artist Ludvig Forssell

- Sony Classical 2019年11月8日 ASIN: B082PPN9ZC

- POP VIRUS - 星野源の5枚目のアルバムで、表題曲『Pop Virus』が収録されている[52]。

フィギュア
- ねんどろいど サム・ポーター・ブリッジズ
- ねんどろいど サム・ポーター・ブリッジズ 伝説の配達人 Ver
- ねんどろいど クリフ
- ねんどろいど クリフ DX
- figma サム・ポーター・ブリッジズ
- figma サム・ポーター・ブリッジズ DXエディション
- figma クリフ

プラモデル
- コトブキヤ リバース・トライク

コラボレーション
- モンスターエナジー
- Horizon Zero Dawn
- ハーフライフ
- サイバーパンク2077（PC版/PS5版）
- ヤマト運輸 関連商品が当たるコラボ企画を実施。

## 協力企業
- J.F.REY フランスのメガネ販売店 劇中内サングラスデザイン協力
HIDEO KOJIMA ☓ Jean-François Rey DEATH STRANDING
- Ride with Norman Reedus - ノーマン･リーダスが番組ホストを務める、AMC制作の旅行番組、本作の中でサムが番組宣伝。